# 新世紀エヴァンゲリオン
『新世紀エヴァンゲリオン』（しんせいきエヴァンゲリオン、Neon Genesis EVANGELION）は、GAINAX制作による日本のアニメーション作品。1995年10月4日 - 1996年3月27日にかけてテレビ東京系列他で放送されたテレビアニメ全26話とその劇場版。略称は「エヴァンゲリオン」、「エヴァ」、「EVA」。
庵野秀明原作・監督によるオリジナルアニメ。大災害「セカンドインパクト」が起きた2015年の世界を舞台に、巨大な汎用人型決戦兵器「エヴァンゲリオン」のパイロットとなった14歳の少年少女たちと、第3新東京市に襲来する謎の敵「使徒」との戦いを描く。
1990年代の日本における第3次アニメブームのきっかけとなり、その影響は社会現象と評された。多数の後継作品に影響を与えセカイ系と呼ばれるジャンルの原点となったほか、アニメビジネスにおける映像ソフト売上の向上やメディアミックスの展開を切り開いたとされる。
アニメの立ち位置を、ただファンが消費するものから、学者や批評家たちが批評するに値する「芸術」へと変える礎を築いた作品として『もののけ姫』とともに挙げられる作品である。

## 概要
本作品は1990年代に始まる第3次アニメブームのきっかけとなった作品である。作品発表当時、物語の構造として、主人公の自意識や人間関係と、世界の命運という両極端なスケールの話が連動していることが斬新であったため、ポスト・エヴァンゲリオンともいうべき作品が数多く生み出され、後にそのような作品がセカイ系と呼称されるようになった。さらに、製作委員会方式を採用した初期の作品であり、本編を収めたパッケージメディアの成功だけでなく、メディアミックスの一環として発売した漫画やフィギュアなどの関連商品も軒並みヒットし、本作品以降首都圏で深夜を中心にアニメ放送が急増し（深夜アニメの登場）、21世紀以降のアニメ文化の枠組みを築いた。
設定にある第3新東京市とは、実際の日本地図に当てはめると、神奈川県足柄下郡箱根町仙石原付近の芦ノ湖北岸あたりになる。
1997年には、テレビシリーズ版の結末（第弐拾伍話、最終話）とは別の結末を描いた劇場版『Air/まごころを、君に』（第25話、第26話）が公開された。
テレビアニメと漫画のメディアミックス作品であり、テレビ放送に先立つ1994年12月（1995年2月号）より角川書店の『少年エース』で貞本義行によるコミカライズ版『新世紀エヴァンゲリオン』が連載開始され、18年後の2013年6月（2013年7月号）に連載終了。連載開始から19年後の2014年11月20日に最後の単行本（第14巻）が発売されて完結した。
2006年には、本作品を新たな設定・ストーリーで「リビルド（再構築）」した『ヱヴァンゲリヲン新劇場版』シリーズ全4作の制作が発表され、2007年に第1作『序』、2009年に第2作『破』、2012年に第3作『Q』、2021年に第4作『シン・エヴァンゲリオン劇場版』が公開された。
なお、テレビアニメ版、旧劇場版、漫画版、新劇場版はそれぞれ物語後半からストーリーに差異が見られる。

## あらすじ

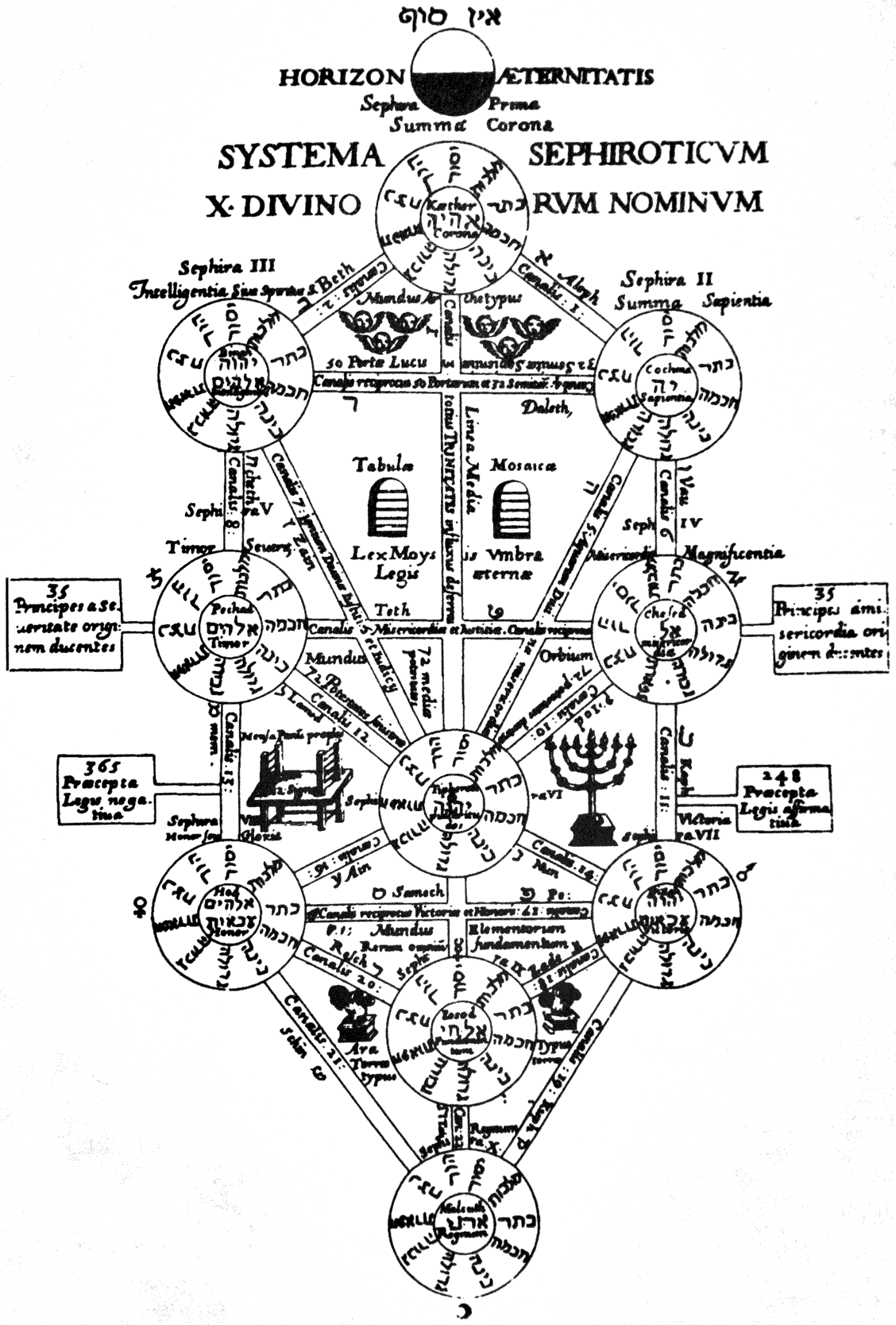
OPに出てくる生命の樹

物語の舞台は西暦2000年9月13日に起きた大災害セカンドインパクトによって世界人口の半数が失われた世界。その15年後の西暦2015年、主人公である14歳の少年碇シンジは、別居していた父、国連直属の非公開組織・特務機関NERV（ネルフ）の総司令である碇ゲンドウから突然第3新東京市に呼び出され、巨大な汎用人型決戦兵器エヴァンゲリオン（EVA）初号機のパイロットとなって第3新東京市に襲来する謎の敵「使徒」と戦うことを命じられる。
当初はゲンドウの命令で、そしてEVA零号機のパイロットである少女綾波レイの負傷を目の当たりにしたため仕方なくEVAに乗っていたシンジであるが、使徒との戦い、そして戦闘指揮官であり保護者役となった葛城ミサト、同級生鈴原トウジ・相田ケンスケらとの交流によって次第に自らの意思でEVAで戦うようになる。第3、第4使徒を倒し、戦線復帰したレイとともに第5使徒を倒したシンジに、新たにドイツから来日したEVA弐号機のパイロットの少女惣流・アスカ・ラングレーが仲間に加わり、彼らは次々と襲来する使徒を迎撃し、たびたび窮地に追い込まれるも辛うじて勝利を重ねていく。
しかし、米国からNERV本部へと移管された新型機・EVA3号機の起動実験の際、3号機に寄生していた第13使徒が3号機を操り暴走をはじめたため、ゲンドウは3号機を使徒（敵）として処理することを決定。レイの零号機とアスカの弐号機が倒されるが、それでもシンジが人間の乗っているEVAを相手に戦うことを躊躇したため、ゲンドウはEVAの自律型操縦システム「ダミーシステム」を起動させる。シンジの意思とは無関係に初号機は3号機を破壊し、コックピット（エントリープラグ）を握り潰す。そしてシンジは、そこに自分の友人、鈴原トウジが乗っていたことを知る。
自らが乗ったEVAの手で友人が足を切断する大怪我を負ったことで、シンジはEVAのパイロットを辞めるが、そこに強大な力をもつ第14使徒が現れる。迎撃したアスカの弐号機とレイの零号機も敵わず倒される。その窮地を目にしたシンジは再び自分の意思でEVAに乗ることを決め、使徒と戦い、そして最後はEVA初号機の暴走によって使徒を倒すことに成功する。
しかし第15使徒との戦いにおいてアスカが精神攻撃を受け廃人となり、レイも第16使徒との戦いでEVA零号機とともに自爆し命を落とす。相次いで仲間を失ったシンジの前に新たなパイロット渚カヲルが現れる。シンジはカヲルに対して心を開いていくが、彼こそが最後の（第17の）使徒であった。しかし、アダムと出会うという目的を果たせなかったことでカヲルは自分か人類のいずれか片方しか生き残れないとシンジに説き、シンジの乗るEVA初号機の手で殺されることを願う。シンジは困惑し逡巡するが、カヲルを初号機の手で握殺する。
※ここから先の物語の描写はテレビシリーズ版と旧劇場版で異なる。

### 結末（テレビシリーズ版）
人類補完計画が発動したことが文字情報のみで示され、その中で絶望し苦悩するシンジの精神世界が描写される。これまでの主要登場人物（カヲルを除く）が次々と現れてシンジに語りかけ、その問答の果てに、シンジは今までとは全く違う世界を見ることになる。何の変哲もない学生生活を送るシンジと登場人物たち。母親（ユイ）も亡くなってはおらず、使徒もEVAも存在しない世界。その世界を見たシンジは「世界は自分次第であらゆる可能性がある」こと、そして「僕はここに居ても良いんだ」と気付く。そして登場人物たちから一同に「おめでとう」と祝福され、シンジは「ありがとう」と言って微笑んだ。

### 結末（旧劇場版）
全ての使徒を倒したNERVに対し、ゼーレは戦略自衛隊（戦自）を使った武力占拠を開始する。施設が次々と破壊・占拠されていく中、生きる意思を失くしていたシンジは無抵抗のまま戦自隊員に殺されようとしていた。その寸前、ミサトによってシンジは救出され、2人は初号機のケージへと向かう。しかし、ケージへの移動中、ミサトは戦自隊員の銃撃に遭って負傷し、シンジにEVAで戦うよう言い残して留まり、区画爆破に巻き込まれ命を落とす。一方、廃人状態であったアスカは目を覚ましEVA弐号機で戦自の部隊を壊滅させるものの、ゼーレが送り込んだEVA量産機9体に倒されてしまう。シンジを乗せ、翼を現したEVA初号機がアスカの元へと飛ぶ。そこでシンジが見たのは、アスカの乗った弐号機が解体され捕食された惨状であった。シンジは絶叫し、精神を崩壊させる。
EVA初号機を依り代としてサードインパクトが始まり、全人類の肉体は液化し、その魂は「黒き月」に集められた。初号機はレイやカヲルの姿をとる巨人（第2使徒リリス）に取り込まれ、そこでシンジはレイやカヲルに再会するが、シンジは人類が単体の生命となることを望まず、それぞれが個人として存在する従来の世界を望んだ。リリスは首から血を噴き出して倒れる。気がつくとシンジは赤い海に囲まれた白い砂浜にアスカと2人だけで横たわっていた。
テレビシリーズ版弐拾伍話「終わる世界」に対し「Air」、テレビシリーズ版最終話「世界の中心でアイを叫んだけもの」に対し「まごころを君に」のタイトルをもつ。

## 登場人物
ここでは一部の人物を簡易的に記載する。他の人物については上記の記事を参照。
碇シンジ（いかり シンジ）
本作品の主人公。14歳の少年。EVA初号機の操縦者。サード・チルドレン。
綾波レイ（あやなみ レイ）
14歳の少女。EVA零号機の操縦者。ファースト・チルドレン。
惣流・アスカ・ラングレー（そうりゅう アスカ ラングレー）
14歳の少女。EVA弐号機の操縦者。セカンド・チルドレン。
葛城ミサト（かつらぎ ミサト）
NERV戦闘指揮官である29歳の女性。シンジたちの保護者役でもある。
碇ゲンドウ（いかり ゲンドウ）
NERV最高司令官である48歳の男性。シンジの実の父。
渚カヲル（なぎさ カヲル）
ゼーレから派遣された15歳の少年。フィフス・チルドレン。

## 用語
| ●第3新東京市 仙石原 芦ノ湖 小田原 |
| 箱根山地の地形図                  |

- 第3新東京市 - 芦ノ湖北岸付近に位置する架空の都市。本作品の舞台である。
- 特務機関NERV（ネルフ） - 使徒殲滅を主要任務とする組織。EVAを保有。本部は第3新東京市の地下空間（ジオフロント）に位置する。
- MAGI（マギ） - NERV本部などに置かれているスーパーコンピュータ。NERV本部には「カスパー（CASPER）」「メルキオール（MELCHIOR）」「バルタザール（BALTHASAR）」の3つから構成されるオリジナルが設置されている。この三つのスーパーコンピュータの名前はイエス・キリストが誕生した時に東方からきた三賢者の名前である。
- ゼーレ（SEELE） - NERVの上部組織とされる秘密結社。
- 裏死海文書 - ゼーレが所持する預言書。
- ロンギヌスの槍 - 白き月の中にアダム、裏死海文書とともに入っていたもの。武器としての基本となる性能は、アンチATフィールドを発生・増幅することで対象の展開しているATフィールドを無効化し、破壊することもできる。
- セカンドインパクト - 2000年9月13日に起きた大災害。公的には大質量隕石の落下が原因だとされている。セカンドインパクトの影響で地軸が捻じ曲がり、日本には四季がなくなり、1年中夏の状態になっている。
- 人類補完計画 - NERV、ゼーレが極秘で進めている謎の計画。

### エヴァンゲリオン（EVA）
主人公らの乗る汎用人型決戦兵器。見た目から巨大なロボットのように見えるが、正確にはロボティクスを応用した外部装甲型の人造人間であり、「A.T.フィールド」と呼ばれる防御壁をもつことから、使徒に対抗できる唯一の存在とされる。パイロットはEVAとの神経接続を行う「インターフェイス・ヘッドセット」と生命維持などのサポートを行う「プラグスーツ」を着て、コックピットの「エントリープラグ」に乗り込む。エントリープラグはEVAの頸椎部分から挿入され、内部には「L.C.L.」と呼ばれる、肺胞でのガス交換を可能にする液体が満ちている。EVAはパイロットとの神経接続によりコントロールされ、稼働状況は両者の「シンクロ率」により左右される。シンクロ率が低いとEVAは起動せず、逆にシンクロ率が高いときにEVAが外的ダメージを受けると、パイロットにも肉体的影響が出る。パイロットは「母親のいない14歳の子供」から選抜されている。
| 機体              | 補足                  | 機体色              | 搭乗者                   |
| ----------------- | --------------------- | ------------------- | ------------------------ |
| 零号機→零号機・改 | PROTO TYPE            | 山吹色→ブルー（改） | 綾波レイ                 |
| 初号機            | TEST TYPE             | バイオレット        | 碇シンジ                 |
| 弐号機            | PRODUCTION MODEL      | レッド              | 惣流・アスカ・ラングレー |
| 3号機             | PRODUCTION MODEL      | ダークブルー        | 鈴原トウジ               |
| 4号機             | PRODUCTION MODEL      | 不明                | 不明                     |
| 5-13号機          | MASS PRODUCTION MODEL | ホワイト            | ダミープラグ             |

### 使徒
NERV本部のある第3新東京市に襲来する、謎の生命体の呼称。作品中で人類に敵対する存在である。EVAと同じくA.T.フィールドをもつ。
| 番号     | 呼称           | 特徴                                                                 |
| -------- | -------------- | -------------------------------------------------------------------- |
| 第1使徒  | アダム         | 使徒を生み出した生命の起源の一つ。セカンドインパクトを引き起こした。 |
| 第2使徒  | リリス         | 人類を生み出した生命の起源の一つ。                                   |
| 第3使徒  | サキエル       | 人類の前に15年ぶりに出現した使徒。                                   |
| 第4使徒  | シャムシエル   | 筒状の身体、鞭状の腕部をもつ使徒。                                   |
| 第5使徒  | ラミエル       | 加粒子砲で攻撃する正八面体の使徒。                                   |
| 第6使徒  | ガギエル       | EVA弐号機の輸送中の国連軍艦隊を襲った魚状の使徒。                    |
| 第7使徒  | イスラフェル   | 同型の二体に分裂する能力をもつ使徒。                                 |
| 第8使徒  | サンダルフォン | 浅間山火口において卵状態で発見された使徒。                           |
| 第9使徒  | マトリエル     | 溶解液を放つザトウムシのような形をした使徒。                         |
| 第10使徒 | サハクィエル   | 衛星軌道上から自らを落下させた使徒。                                 |
| 第11使徒 | イロウル       | NERV本部に侵入した微生物状の使徒。                                   |
| 第12使徒 | レリエル       | 空中の球形の影と平面的な身体の使徒。                                 |
| 第13使徒 | バルディエル   | 侵食して融合を図る粘菌状の使徒。                                     |
| 第14使徒 | ゼルエル       | 巨漢な体躯に帯状の腕をもつ最強の使徒。                               |
| 第15使徒 | アラエル       | 光る鳥のような形状をもつ使徒。                                       |
| 第16使徒 | アルミサエル   | 光る二重螺旋の円環構造をもつ使徒。                                   |
| 第17使徒 | タブリス       | 渚カヲル本人。                                                       |
| 第18使徒 | リリン         | 人類全体を示す。                                                     |

## 作品のテーマ
庵野はテレビシリーズ放映前のインタビューで、今のアニメ業界に閉塞感を感じ、それを打破したい思いで今作を作った事を明した。
今回の主人公は自閉的で、そういった人が閉塞から（自殺では無く）抜け出し、どうすれば変われるんだろう？という思いで作った事を語った。
「出て来るキャラクターは皆自閉気味ですよね。他人と共有するものをあまり持たない、ギスギスした人間関係がそのままフィルムに出ている。それにシンパシーを感じる人もいるし、逆にかなり嫌悪を感じる人もいると思いますが、それは覚悟の上で、あえてそうしている」と意気込みを語った。一方鶴巻は、もう少し作品全体が明るい学園ものやラブコメ、青春ものになると思っていた（企画書通りの）と語った。
鶴巻和哉は『Air/まごころを、君に』のパンフレット内のインタビューで、テレビシリーズをやっていた頃を振り返り「今日は、客のノリが悪いな」とか「お、今日は盛り上がってるな」とか、そういった反応が、その時製作している話数にフィードバックされていて、現場は『ライブ感覚』だった事を明かし、「パソコン通信での愚にもつかない批判とか、サブカル誌での褒め殺しに近い褒められ方とか、庵野秀明本人はすごく気分が悪かったろうけど、『エヴァンゲリオン』というのは、そういった誤解されていくのを含めて『コミュニケーションの物語』だった」と語り、インタビュアーが、「今（テレビシリーズ放送後）では、居酒屋でサラリーマンが『エヴァ』の謎について議論してますからね(笑)」と話をふると、鶴巻は「(笑)。例えばね、庵野秀明は『アニメファンは内側向いていてイカン』ていうじゃないですか。『もっと、外へ出て行かないと』って。それで言えば、アニメファンじゃない人が観てくれるというのは、嬉しい事のはずなんですよね。でも、結局のところ『エヴァンゲリオン』＋『エヴァンゲリオン』に関する庵野秀明のコメントっていうのは、彼自身を含めた、もちろん僕め含めたアニメファンに向けてのメッセージなんです。実はアニメファン以外の人が観てもしょうがない。普通に生活できて、普通にコミュニケーションとれてる人が観ても仕方ない作品なんですよ」と語り、それに対してインタビュアーは、今『エヴァ』観ている人も、実はみんな、アニメファン的なところ（世の中とうまくやっていけない焦燥感みたいなもの）を持っており、誰にでもあるものかもしれない事を指摘すると、鶴巻は、アニメファンという一括りでなく、一歩退いて日本人という括りで見ても同じような問題があり、アニメファンに特化した問題じゃないかもしれませんね。と述べた。

## 製作

### 企画の成立から本放送開始まで
1992年ごろ、ガイナックスは『王立宇宙軍 オネアミスの翼』の続編の『蒼きウル』と呼ばれるアニメ映画の企画制作を行っていた。しかし、ガイナックスの財政的な事情により、1993年8月ごろに制作が中止された。このプロジェクトの失敗で『蒼きウル』の監督から解放された庵野秀明はガイナックスと決別したつもりで企画を考えていたところ（サンライズが作る案もあった）、キングレコードの大月俊倫に会い「庵野さん、何かやりたい企画があったら持ってきてよ」と言われ、すぐに大月にテレビアニメの放送時間枠の確保を要請し、前々から企画として温めていたオリジナルロボットアニメの制作にとりかかった。『蒼きウル』の要素は初期のエヴァンゲリオンにとりいれられている。

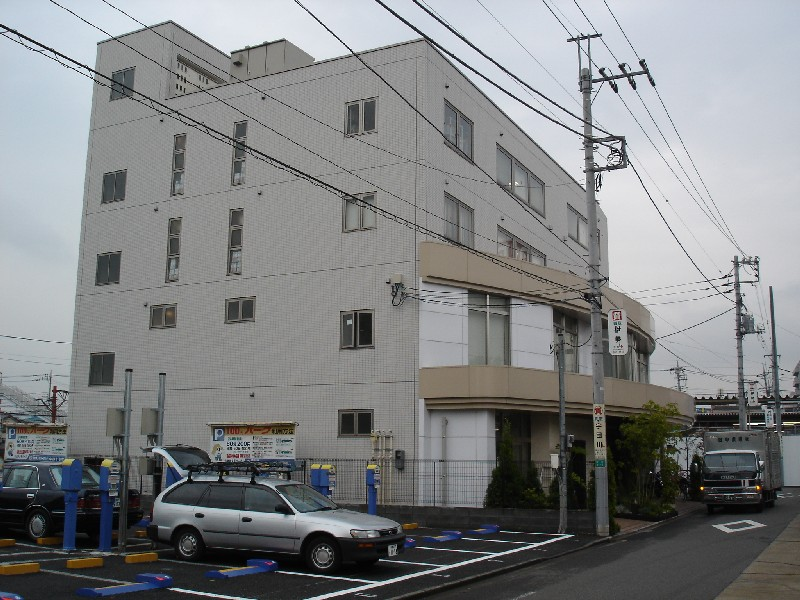
武蔵小金井駅南口にあったガイナックスの旧スタジオ

その際、庵野は大月に「大月個人の意見は聞くけど、キングレコードとしての意見を出したら、俺達は一切の作業を打ち切る。オンエア中であってもだ。匂わせる様な意見も同義と見なす」と警告した。その他にも、幅広い層に見てもらい、制作資金の回収と庵野たちスタッフの作家性を両立させるために、玩具メーカーはスポンサーに入れず、テレビ東京側のプロデューサー陣が完成フィルムを見たら、色々なチェックと自主規制・修正の要請を受けても、面と向かって「一切直すつもりはない」と押し通した。
この姿勢によって、当初から庵野・大月が目指した「玩具メーカーの大きすぎる権威・企業同士の歪な上下関係・これまでの業界の常識を全部潰して直す」「企業同士の利潤の追求のみを目的にした結びつきではなく、トップの立場に立った個人同士の信頼関係の構築」を築き上げていくこととなり、スタッフの作家性の追求とコマーシャリズムの結実を両立させ、双方とも成功に導くこととなった。
本作品のテーマである「神と人類の戦い」は庵野による提案で、最初の打ち合わせ段階で決まっており、当初の主人公は女の子とコーチのような女性であった。さらに初期では、単なる未来の学園ものであったが、監督の鬱状態が影響して現在の形に変化していった。
現在までに公開されているエヴァンゲリオンの初期コンセプトは、本編といくらかの違いがある。例えば、使徒の数が17体ではなく28体であったり、物語のクライマックスでの第12使徒との戦いや人類補完計画の発動が含まれていた。
企画検討時点での仮タイトルは「人造人間エウァンゲリオン」であった。初期のタイトル案には「アルシオン」などもあったが、一度却下されていた「エヴァンゲリオン」の方が濁点があって強そうだという貞本義行の意見が採用される。なお、「エウアンゲリオン」とは、新約聖書が書かれた古代ギリシャ語で「福音（喜ばしき知らせ）」を意味し、それを受けて中国語タイトルも「新世紀福音戦士」となっている。庵野は貞本らスタッフに対し、目指している方向性は『マジンガーZ』であると提示している。
当時の庵野の頭の中では、本作品は1990年から1991年に日本放送協会（NHK）で放送された自らの総監督作品『ふしぎの海のナディア』に準じた世界観上にある続編的物語であった。この案は結局、ナディアの権利を所有するNHKからの版権許可が得られなかったために実現しなかったが『エヴァ』の初期の企画書でも『ナディア』の敵役「ガーゴイル」が、ブルーウォーターの閃光に触れて塩になってしまったことと「セカンドインパクト」は同種の現象であり、「セカンドインパクト」は「死海蒸発事件」という名になっていた他、初期案では特務機関ネルフの前身機関であるゲヒルンはネオアトランティスの残党の予定であった。また、レッドノア内部にはエヴァンゲリオンの素体を思わせる巨人（アダム）や、それらの骨格、部品などが随所に多く見られる。『ナディア』最終回では、16個の白い球体（爆発したレッドノアの光玉がそのように見える）が衛星軌道上から地球各地に飛び散っていくシーンがある。CD『Good Luck Nadia』ドラマパートにて、西暦2005年の第2新東京でナディアのひ孫である伊藤ナディアとその友人「リツコ」が語り合う場面で『ナディア』の物語は幕を閉じている。ヱヴァンゲリヲン新劇場版:Q』ではナディアの劇中音楽の一部が使用されている。
1994年4月の時点でスポンサーなどへの外部企画書が完成し、同年6月にはガイナックスのファン会報とGAINAX-NETにて、ガイナックスの新作アニメーションが発表された。同年11月26日に発売された『月刊少年エース』1月号にて漫画「エヴァンゲリオン」の連載が告知され、同年12月26日発売の2月号で貞本義行による連載が始まった。1995年3月10日に発売された『月刊ニュータイプ』4月号では、監督・庵野のインタビューほか、キャラクター設定とイメージボードが公開された。同年7月22、23日に茨城県潮来市にある潮来ホテルで開催された「ガイナ祭95」で、本作品第壱・弐話が初公開された。当日はスタンディングオベーションが起こったほど、ファンに期待を抱かせた。9月1日には貞本義行による漫画第1巻が発売され、10月4日に本放送が開始された。

### 他の作品からの影響

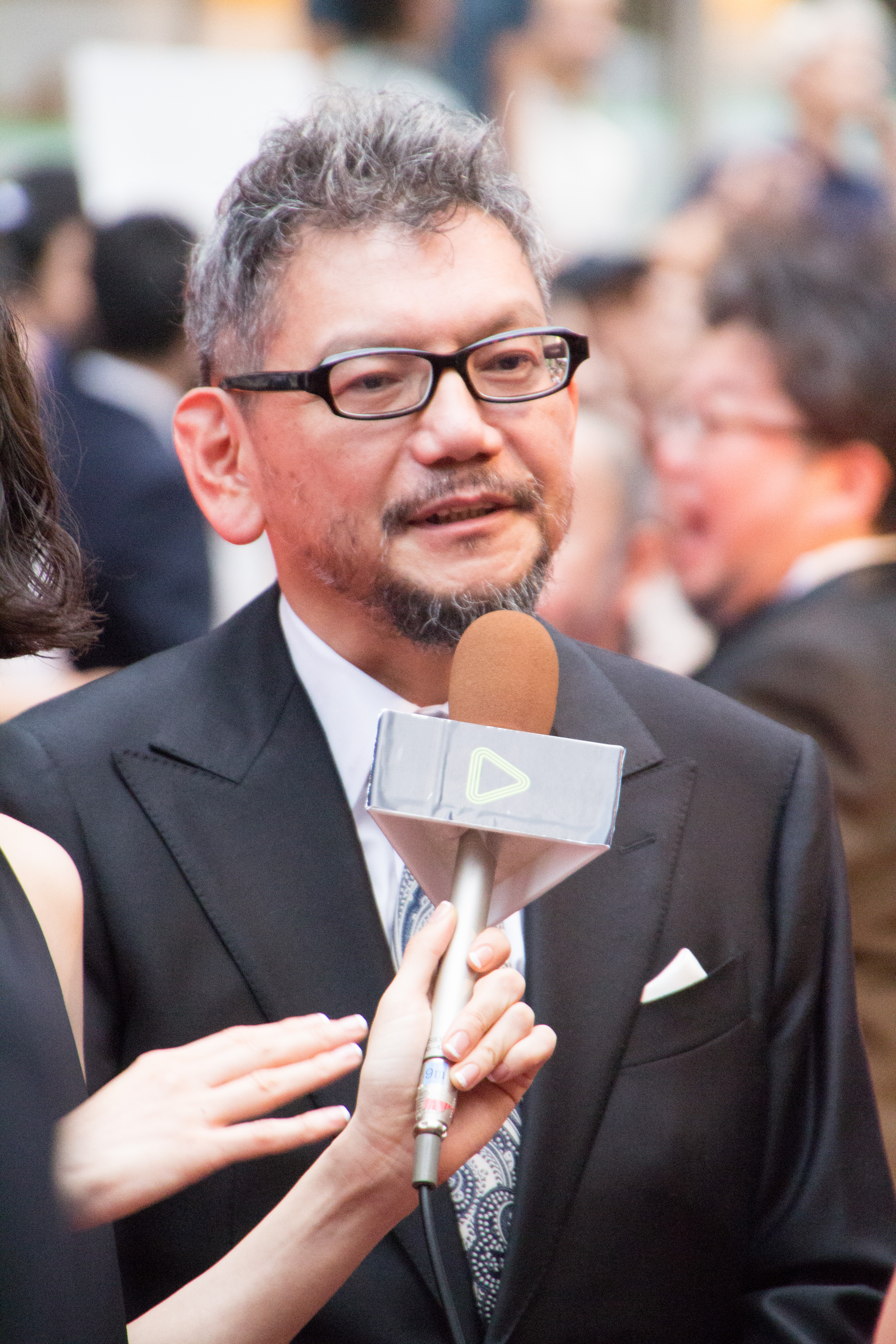
原作・監督の庵野秀明（2016年撮影）

監督の庵野は、学生時代に『宇宙戦艦ヤマト』と『機動戦士ガンダム』のアニメブームを体験している。『宇宙戦艦ヤマト』に関しては庵野作品全般に、オマージュととれるシーンが存在する。『機動戦士ガンダム』に関しては、庵野自身『機動戦士ガンダム 逆襲のシャア』のメカニックデザインを担当していた。また、『逆襲のシャア』に関してはスタッフにインタビューした同人誌を出版している。1993年放送の『機動戦士Vガンダム』を庵野は高く評価しており、VガンダムのDVDブックレットに、「この作品にハマらなかったら僕は『新世紀エヴァンゲリオン』を作る前にアニメを辞めてたかもしれない、あるいは『エヴァ』みたいなものを作る気にはならなかったと思う」と語っている。本作品の第1話は『機動戦士ガンダム』の第1話を強く意識しており、庵野はガンダムの1話を全て時系列またはチャートにまとめ、それをホワイトボードに書き出し、「完璧だ！」「こんなの、絶対越えられない！」と発言している。
庵野はアニメ業界におけるキャリアの初期に、『風の谷のナウシカ』の巨神兵の作画を担当しており、本人も巨神兵を主体とした作品を作りたがっていたが宮崎駿に拒否されたことから、巨神兵の特徴を引用してエヴァンゲリオンを制作したとも言われている。実際に、新劇場版と同時上映の短編として『巨神兵東京に現わる 劇場版』を制作している。また、戦闘シーンは特撮からの影響を強く受けている。
また庵野は一時期同人誌を集めるほどに『美少女戦士セーラームーン』にハマっていた。『美少女戦士セーラームーンS』ではセーラーウラヌス&ネプチューン変身バンク演出を手掛けている。そのため『美少女戦士セーラームーン』の登場人物・月野うさぎの声優を務めた三石琴乃を葛城ミサトの声優に起用したり、綾波レイの名前が火野レイより採られている。また、緒方恵美が『美少女戦士セーラームーン』の劇場版第1作目に地場衛の少年時代の役で出演しており、泣くシーンの演技を見て、本作品の主人公・碇シンジ役に決定したと語っている。その他、プライベートでも親交のある『美少女戦士セーラームーン』の主要スタッフの一人である幾原邦彦を渚カヲルのモデルとしている。
庵野・大月は「これを見て今の人格が出来上がった」「難解な作品だったけど、将来に活きてくる」と評するほどの『ウルトラQ』『ウルトラセブン』を敬愛しているため、そのような作品を子供に見せるように作ることを心がけた。その際、同時にメインターゲットを小学生中学年〜高学年に絞った。
庵野は「一見構造はシンプルだけど、設定が複雑で込み入った物語」と評した「ドラゴンクエストシリーズ」に対して、「だったら俺は、キャラクターが魂の叫び・哲学・思想・生き様を訴える様な構造のドラマを作る」と対抗心を持った。
このほか、庵野は永井豪作品からの影響も認めている。劇場版制作の際に「エヴァのラストはデビルマンになるしかないんです」と発言している。また、EVAの本来の力が拘束具で抑えられているという設定は、『バイオレンスジャック』のスラムキングを意識してのものである。
ネルフとゼーレの設定は『謎の円盤UFO』の地球防衛組織SHADOと宇宙局委員会から来ている。この他にも、海外SF作品からテレビシリーズ各話のタイトルがとられた。
また、庵野は本作品の制作前に村上龍の作品を読んでおり、トウジやケンスケの名前は村上龍の小説『愛と幻想のファシズム』の登場人物からとられている。後に庵野はエヴァ後の監督第1作目として、村上龍の小説『ラブ&ポップ』を監督した。
なお、庵野によれば未制作に終わった「完全新作版」は後年の『進撃の巨人』と類似して使徒による人間の捕食を顕著に描写する予定だったが、庵野はガメラの著名な敵であるギャオスや『フランケンシュタインの怪獣 サンダ対ガイラ』のガイラの様な人食い怪獣のイメージに影響を受けているとしている。なお、庵野は1999年に『ガメラ3 邪神覚醒』の制作事情をフィーチャーした『GAMERA1999』というドキュメンタリーを製作している。

### 製作委員会
本作品の著作権者表記は、テレビシリーズ版では「GAINAX/Project Eva.・テレビ東京」、劇場版では「GAINAX/EVA制作委員会」となっていたが、2006年に庵野秀明が自身の製作会社カラーを創設してからは「GAINAX・カラー」もしくは「GAINAX・カラー/Project Eva.」に変更。その後、テレビ放映20周年を迎える2014年末ごろからは「カラー」もしくは「カラー/Project Eva.」に変更された。2020年の再放送からアニメーション制作がタツノコプロ単独に変更されている。
製作委員会方式で作られたテレビシリーズにはガイナックスは出資しておらず、映像作品からのリターンは庵野監督の脚本印税と監督印税のみとのこと。
当初はテレビシリーズ版からプロダクション・アイジーとの共同制作の予定であり、石川光久も企画書の内容を面白がっていたが、スケジュールが「GHOST IN THE SHELL / 攻殻機動隊」の制作・ジーベックの立ち上げと被ってしまったため、3千5百万円の出資・グロス請けに留まった。しかし、その後出資額の何十倍のリターンを受け取った際には石川は「『プラマイゼロでもいい』と思っていたのに、ノーリスクで投資して儲けさせてもらったようなもの。こういうのは最初で最後かもしれない」と振り返っている。

### 制作体制
10人の作画監督が参加しており、それぞれの個性が色濃く出ているため、話数によってキャラクターの印象が大きく異なる。また、グロス請け担当プロダクションの違いによる画風の差もあり、スタジオジブリのスタッフが担当した第拾壱話は、絵柄だけでなくキャラ描写や話の展開もコミカルでポジティブなものになっている。
ゲーム『新世紀エヴァンゲリオン2』を制作した芝村裕吏によれば、庵野は現場の能力に応じて作り方を変えており、それが各話数における不連続なポイントの原因だという。また、スタジオジブリの鈴木敏夫は、テレビシリーズ版の制作を受けるに当たって「（ジブリは）相当下手だぞ」と庵野に念を押したが、そうするとちゃんとジブリ向きの、ロボットがメインではない、日常生活が主の話を持ってきた、と語っている。
『ふしぎの海のナディア』での海外への外注で起こったコミュニケーション不足によるクオリティ低下の反省から、作画作業のほとんど一切を日本国内のスタジオで仕切るようにした。
庵野は全ての話数のプロットを手掛け、他のスタッフが手掛けた脚本・絵コンテ・演出まで庵野自身が納得できるまで自分で修正していき、全てのキャラクターの行動・台詞まで入念にチェックしていた。
摩砂雪は画のつなぎ・演出に対してのアイディアを出した。また色々なシナリオをテンポ良く盛り込むことを見込み、序盤で作品世界を見せるために、序盤に当たる第壱話・第弐話の準備・絵コンテ作業・完成までにトータルで1年かけた。その後の物語展開に対しては構成の補佐として、場面説明・人物の経過等の描写を「無駄なカット」として削っていった。演出方針は庵野から「カメラアングルに凝ってくれ」と要請されたため、「ウルトラセブン」「帰ってきたウルトラマン」「怪奇大作戦」等を参考資料にした。その他にも撮影・プリ編集・ネガ編集の仕上げ作業現場、アフレコ・ダビングの音響制作現場に立ち会って、時間の許す限り演出指示を出した。
鶴巻は挙がった絵コンテを元に、アニメーターに細かい指示を出す作画作業現場の監督を担った。また、庵野が制作に行き詰った時に、視覚面での見せ場・飾りになるアイディアを沢山出していった。
制作中の合間の飲み会で酔った勢いでアイディアを冗談半分で言うと、その次の日に庵野がそのままコンテ用の脚本にて本採用として通した。特に摩砂雪が酒の席で言ったアイディアが大方採用された。言い出した側が末端・地位が低いスタッフでも「面白かったら採用」という風潮だった。摩砂雪は「俺がオリジナルを作る時に使うはずだったネタを全部『エヴァ』に使ってしまった」と振り返っている。

### エヴァフォント
各話のサブタイトルは、黒地に白の極太明朝体の文字列を直角に折り曲げて配置したものである。この画面内で文字列を直角に折り曲げるタイポグラフィ的な表示スタイルは庵野による映画監督市川崑へのオマージュである。オープニングのクレジットでも監督の庵野秀明のみこの表示スタイルが用いられている。本放送（放映用バージョン）では、白枠の中にひらがなのタイトル表記がつけられていた。
使われた書体はフォントワークスが1994年にリリースしたDTP用フォント・マティスEB（一部のみマティスUB）である。当時のアニメ制作では、劇中の文字は背景として手書きされていたり、別の編集会社が作るなど、DTPフォントが用いられる例はほとんどなかったが、庵野は映像の中の文字表現を重要と考えており、ガイナックスでゲームパッケージのデザインなどのためにMacのDTP環境が導入されていたのを、アニメ制作にも活用できないかと考えた。当時DTP業界そのものも黎明期であった中で同書体を採用し、以後この書体は作品のみならず、さまざまな関連商品でも強いインパクトを与えるデザインで使用されていった。2015年の時点では、「エヴァフォント」の愛称で親しまれ、同社を代表する書体のひとつとなっている。
フォントワークスによれば、1995年の放送開始後に同書体が突然極端に売れはじめ、ファンがこの書体を探し当てて購入していることを知り、本作品に採用されたことに気づいたという。テレビアニメ放送時はノンクレジットであったが、『ヱヴァンゲリヲン新劇場版：序』からは「書体協力」として同社がクレジットされている。新劇場版では長体率を変更して印象を変えたり、展覧会ビジュアルでは同社の筑紫Bオールド明朝を使用するなど、媒体によって使い分けがされている。
本作品でのDTPフォントの使用はさまざまな業界に影響を与え、導入が増えていった。同書体についてはアニメ業界からの要望に応えて、放送業界用にデザインが調整されたものも開発された。

### 最終2話
物語の後半に位置づけられる第拾六話は、それまでのアクションから一転し、心理的・精神的な人間の内面性の描写のみであった。第拾八話のEVA初号機の暴力的な場面は、子供が見るアニメ番組として不適切だとして非難され、また、第弐拾話のミサトと加持の性的な場面の描写も同様に非難された。こうした中でも「人類補完計画」など、作品中ではその全貌や実体が明らかにされない数々の伏線をちりばめ、生物学・心理学・宗教関係の専門用語を多用した構造は、SFファンを中心に人気を集め、またストーリー面でも中盤以降の徐々に暗くなっていく人間ドラマが大きな支持を得る。ヒロインの綾波レイが自死同然に戦死し、もう一人のヒロインである惣流・アスカ・ラングレーは廃人化するという怒涛の展開を見せ、クライマックスに向けて視聴者の期待は盛り上がっていった。
ところが、その期待に応えるものとして放映が待たれた第弐拾伍話と最終話の2話は、一転してそれまでのストーリーとは断絶した主人公の内面世界の物語として描かれた。この最終2話では、サードインパクトや人類補完計画が発動された（もしくは始まった）ことが暗示されただけで、物語の大部分は登場人物の精神的な葛藤やトラウマの超克が焦点となり、現実世界で何が起こったのかは放送時点では不明瞭であった。この最終2話は放送直後から大きな反響を呼び、大塚英志が放送後すぐさま"これは自己啓発セミナーの内容そのものだ"と読売新聞で痛烈に批判したことを発端として、むしろ作品の知名度を高めていったとされる。
最終2話の表現方法に至った理由は「制作期間が足りなくなったため」とされる。放映の初期段階から制作スケジュールが押していたのも事実である。放送開始時点ではおよそ半分の話数までしか作画に入っておらず、完成していたのは第八話までであった（庵野は「オンエアが始まった時にもう崩壊が見えていた」と表現している）。庵野はこの中で、第拾八話・第拾九話の時点でスケジュールが「行き詰るのが見えていた」といい、最終回には自ら実写で出演し謝罪する企画すらあったことを明かしている。
一方で、庵野は「第弐拾伍話は劇場版のようなストーリーになる予定であったが、最終話は制作スケジュールに関係なく意図した通りの作り」であり、「セルアニメからの解放」をめざしたと語った。
小黒祐一郎によれば、放映2か月前の時点で既にこの最終2話のプロットは出来上がっていたのであり、GAINAX社長の山賀博之は「破綻した制作状況のもとに、最後は全然できなくなっちゃって、こうなっちゃいました」というのは演出で、完全に破綻するまで苦しくなかったのは確か、と述べている。アニメ評論家の藤津亮太も「シリーズの最初から一貫して"集中と拡散"というコンセプトの下にデザインされた作品としての当然の帰結」と評している。
後に、2006年6月5日の『週刊プレイボーイ』のインタビューで、最終2話について、大月俊倫プロデューサーは「エヴァが現在あるのは、あの衝撃的な展開によって皆さんに『なにか違う』『俺ならこうする』とそれぞれ"補完"してもらえたおかげ。僕らにとってあの結末は肩透かしでも消化不良でもなく、長い時間をかけて"永遠に終わらない最終話"になれた唯一無二のクライマックスだと考えています。これが僕たちからの回答ですね」と答えている。

### ブーム期
本作品の最終回が衝撃的な形での幕切れとなったことは大きな話題となり、本放送終了後に再放送やビデオなどによる視聴を通じてファンが急増し社会現象にもなった。当時テレビ東京でアニメ部門プロデューサーを担当した東不可止によれば、1997年の劇場版公開前に実施された本作品の再放送が深夜帯にかかわらず高い視聴率を記録し、この時間帯に放送されるテレビアニメの商業的価値が注目されるようになった結果、その後の深夜アニメの本格的な隆盛へと繋がったとされる。本放送終了後は系列外の放送局でも放映され始め、2009年夏には他系列の民放キー局である日本テレビと準キー局の読売テレビで放送、大阪府以外の近畿広域圏などテレビ東京のネットワークが存在しない地域にも放送が拡大した。
テレビシリーズ放映終了直後の1996年4月に、最終2話は当初の脚本に沿った形でリメイクし、既に順次発売されていたVHSとLDでソフトとして発売すること、次いで最終2話のリメイクとは別の完全新作の劇場版の制作・公開が発表された。
このころには、サウンドトラック『NEON GENESIS EVANGELION III』が1996年6月3日付のオリコン週間アルバムチャートで、アニメ作品としては銀河鉄道999以来17年ぶりに第1位を獲得し、翌日のスポーツ新聞やテレビなどで大きく報道された。また、テレビシリーズ各話を収めたVHS全15巻は、その全てがオリコン週間VHS総合チャートで2位以上となり、同じくテレビシリーズ各話を収めたLD全14巻は、そのすべてがオリコン週間LD総合チャートで1位を記録した。
1996年11月1日に東京都内で開かれた記者会見で、1997年春にテレビシリーズの総集編とリメイク版第25・26話をセットにした完結編『新世紀エヴァンゲリオン劇場版 シト新生』が、同年夏には完全新作の劇場版が公開されることが発表された。前売券発売開始日の1996年11月23日には、早朝からオリジナルテレホンカード付きの前売券を購入するファンが行列を作り、大きな話題を集めた。
しかし、劇場版の制作が大幅に遅れ、公開1か月前の1997年2月14日に緊急記者会見が開かれた。席上で、庵野秀明総監督が謝罪を行い、劇場版はテレビシリーズの総集編とリメイク版第25話の制作途中の部分までの公開となった。また、同じく夏に公開が予定されていた「完全新作の劇場版」は幻の企画となってしまった。そして同年7月、完成したリメイク版第25・26話『新世紀エヴァンゲリオン劇場版 Air/まごころを、君に』が公開となった。テレビシリーズ第弐拾四話以降の各登場人物らの行く末、人類補完計画の発動シーンなどが、より具体的に映像化される内容となり、テレビシリーズから続いた物語は一旦の結末を迎えた。

### その後の展開
- 2003年：企画開始から10周年を記念し、映像のデジタルリマスター化、音声の5.1ch化を施したリニューアル版DVDの発売や、新作ゲームの発売、初の公式スピンオフ漫画の連載開始などが行われた[76]。
- 2004年12月：フィールズおよびビスティによりパチンコ機「CR新世紀エヴァンゲリオン」が発表された。原作ファンのみならず、パチンコファンまでにも支持を得る大ヒット機種となり、同時に新たなファン層を開拓するまでに至った。
- 2005年7月：「パチスロ機」が発表される。また、テレビシリーズ放映開始10周年を記念し、エヴァ関連の多くのCDが再発売され、また10周年記念アルバム『NEON GENESIS EVANGELION DECADE』が発売された。
- 2006年9月：アニメ誌上において、『ヱヴァンゲリヲン新劇場版』の製作発表。初の公式デフォルメシリーズとして『ぷちえゔぁ』の企画開始。
- 2007年9月：『ヱヴァンゲリヲン新劇場版』シリーズの第1作『ヱヴァンゲリヲン新劇場版:序』が公開。
- 2007年11月：模型誌『電撃ホビーマガジン』において、小説『エヴァンゲリオン ANIMA』の連載が開始。
- 2009年6月：『ヱヴァンゲリヲン新劇場版』シリーズの第2作『ヱヴァンゲリヲン新劇場版:破』が公開。
- 2012年11月：『ヱヴァンゲリヲン新劇場版』シリーズの第3作『ヱヴァンゲリヲン新劇場版:Q』が公開。
- 2014年：テレビシリーズの知的財産権がガイナックスからカラーに移動[38]。

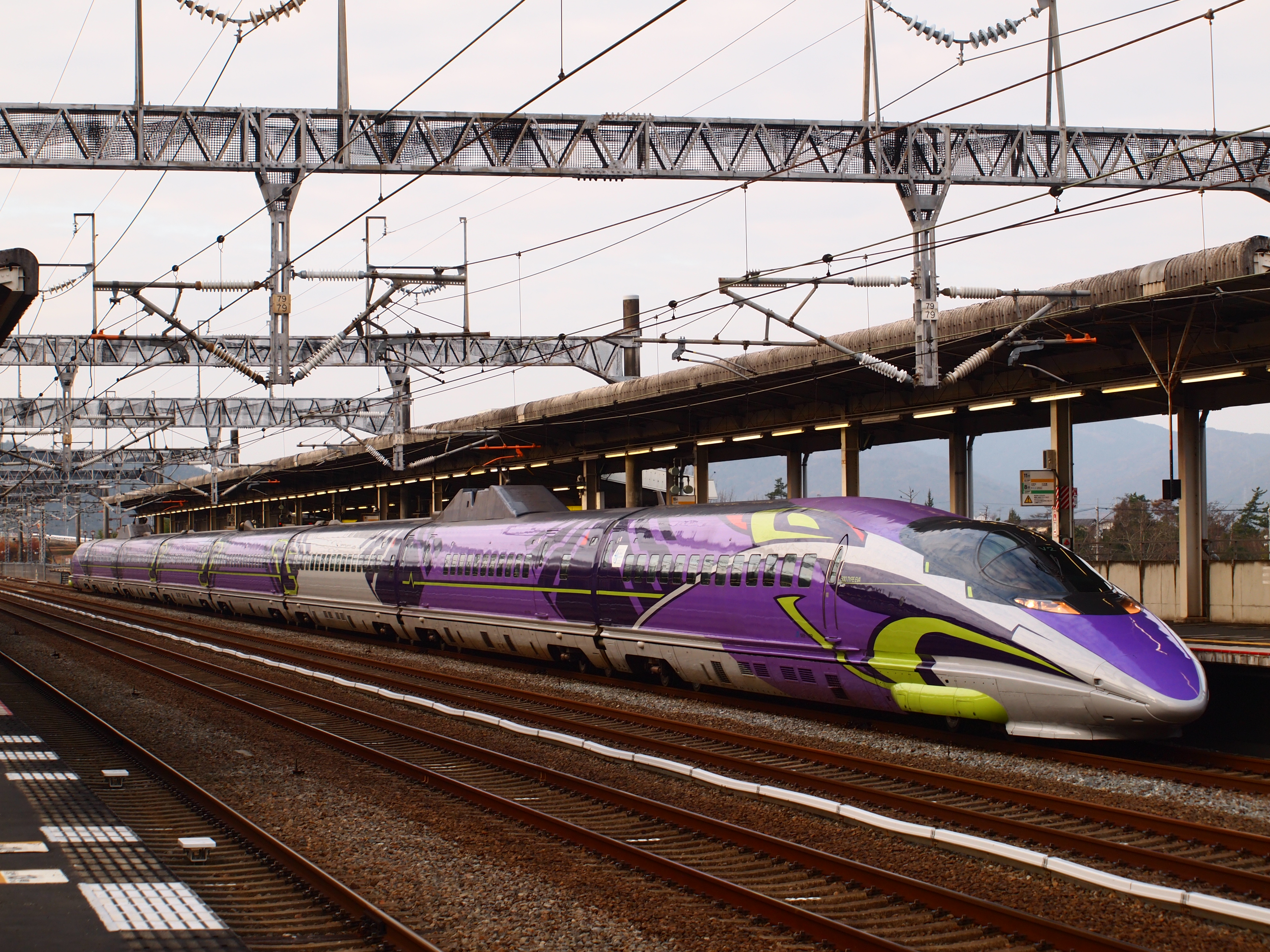
500 TYPE EVAの車両（2015年）

- 2015年11月：庵野秀明監督監修のもとJR西日本の500系新幹線とコラボした新幹線『500 TYPE EVA』が運行開始。2018年5月まで運行された。
- 2018年7月：テレビアニメ『新幹線変形ロボ シンカリオン』の8月11日放送回に「シンカリオン 500 TYPE EVA」の運転士として碇シンジが登場することが発表される[77][78]。前週の8月4日放送分では、テレビ放送版に限り次回予告が本作品仕様になり、予告ナレーションを葛城役の三石が担当した[79]。
  - 続編の『新幹線変形ロボ シンカリオンZ』の2021年9月17日放送回にも「シンカリオンZ 500 ミュースカイ TYPE EVA」の運転士として碇シンジが登場し、「初号機のビーストモード」をイメージした敵キャラクターがデザインされた[80]。
- 2019年6月：21日にNetflixでテレビシリーズと旧劇場版2作が全世界で独占的に配信される（オリジナル作品ではない）。日本語ではそのままであるが、英語吹き替えはオリジナルから変更された声優により、新規に作り直されている[注 24][81]。
- 2020年3 - 5月：NHKによる投票企画『全エヴァンゲリオン大投票』を実施。
- 2020年8月28日：造幣局がテレビ放送開始から25年を記念した「エヴァンゲリオン2020貨幣セット」および「エヴァンゲリオン2020プルーフ貨幣セット」の通信販売の受付を開始（発送は10月下旬ごろから）[82][83][84]。
- 2021年3月：『ヱヴァンゲリヲン新劇場版』シリーズの最終作『シン・エヴァンゲリオン劇場版』が公開。

## スタッフ
- 企画・原作：GAINAX → 庵野秀明
- 企画：Project Eva.
- 掲載：角川書店、月刊少年エース
- 監督：庵野秀明
- キャラクターデザイン：貞本義行
- メカニックデザイン：山下いくと、庵野秀明
- 副監督：摩砂雪、鶴巻和哉
- 美術監督：加藤浩
- 色彩設定：高星晴美
- 撮影監督：黒田洋一
- 編集：三木幸子
- 音響監督：田中英行
- 音響制作：オーディオタナカ
- 効果：野口透（アニメサウンド）
- 特殊効果：太田憲之
- CG制作：GAINAX SHOP[注 3]
- 音楽：鷺巣詩郎
- 音楽協力：テレビ東京ミュージック
- OPアニメーション：作画 / 本田雄、長谷川眞也 演出 / 鶴巻和哉
- EDアニメーション：摩砂雪
- 広報：穴見礼（テレビ東京）、佐藤裕紀（GAINAX）[注 3]
- アニメーション制作：タツノコプロ、GAINAX → タツノコプロ[注 3]
- プロデューサー：小林教子（テレビ東京）、杉山豊（NAS）
- アニメーションプロデューサー：植田もとき、内山秀二、山賀博之
- 製作：テレビ東京、NAS

## 主題歌
オープニングテーマ - 「残酷な天使のテーゼ」
歌 - 高橋洋子
作詞 - 及川眠子 / 作曲 - 佐藤英敏 / 編曲 - 大森俊之
演出：本曲とオープニングフィルムの制作指揮は、大月俊倫（キングレコード）。
作詞は元々及川眠子ではなく他の作詞家に依頼される予定であったが、及川のマネージャーが別の仕事でキングレコードへ行ったときに、たまたま大月俊倫と会って依頼された。また、歌唱担当についても、高橋洋子が『FLY ME TO THE MOON』を歌いに現場へ行った際、「じゃあ主題歌も歌えば？」と大月から依頼されたことがきっかけであった。
曲の旋律に同期したコンテ、特に「フラッシュカット」を多用したキーワードと伏線満載の演出は、当時としては画期的かつ斬新であり、本作品の特徴的な演出の一つとしてあげられる。
エンディングテーマ - 「FLY ME TO THE MOON」
歌 - CLAIRE
作詞・作曲 - Bart Howard / 編曲 - Toshiyuki Ohmori
演出：月の光の中、綾波レイが水中で回転するだけのシンプルなものである。テーマ曲はジャズのスタンダード・ナンバーである。アニメーションのシンプルさに対し、曲は全部で14のバージョンが使われ、ボーカルもクレジットされているCLAIRE以外に、OPを歌う高橋洋子や、本編出演者である林原めぐみ（「Rei」名義）が歌ったものなどが使われており、色彩も複数のバージョンがある。さらに、2003年のリニューアルDVDでは、2.0chステレオ音声ではテレビ版を再現する一方で、5.1chサラウンド音声では全26話すべてで異なるバージョンを使用している。

## 劇中使用曲

### クラシック
フェリックス・メンデルスゾーン 劇付帯音楽『夏の夜の夢』作品61 より『結婚行進曲』
第拾伍話の結婚式の場面で使用されている。
ヨハン・ゼバスティアン・バッハ 無伴奏チェロ組曲第1番ト長調 BWV1007の前奏曲
第拾伍話にて冒頭部分をシンジが弾いている。
ゲオルク・フリードリヒ・ヘンデル 『メサイア』より「Hallelujah（第二部終曲）」「Worthy is the Lamb...Amen（第三部終曲）」
第弐拾弐話で使用。
ルートヴィヒ・ヴァン・ベートーヴェン 交響曲第9番第4楽章「歓喜の歌」
第弐拾四話で使用。

### ボーカル曲
「You are the only one」（歌：三石琴乃）
作詞・作曲：松浦有希 / 編曲：池間史規
第弐・九話のコンビニエンスストアの店内放送、第拾壱話の街中の場面、第拾伍話でシンジのS-DATから流れている音楽、第弐拾弐話でラジオから流れている音楽として使用されている。アルバムCD『Lilia 〜from Ys〜』（1992年）に収録。
「蒼いレジェンド」（歌：三石琴乃）
作詞・作曲：松浦有希 / 編曲：大森俊之
第四・九話でシンジが聴いているS-DATから流れている。また、第拾伍話でミサトのマンションの場面、第弐拾壱話の居酒屋の場面でも使用されている。アルバムCD『Lilia 〜from Ys〜』に収録。
「Bay side love story -from tokyo-」（歌：奥井雅美）
作詞・作曲：奥井雅美
第四話の新箱根湯本駅、第拾弐話のラーメンを食べる場面でのラジオから流れている音楽、第弐拾話の最後の場面で使用されている。『Gyuu』（1995年）に収録。
「FACE」（歌：奥井雅美）
作詞：有森聡美 / 作曲・編曲：大平勉
第四話の最後の場面で使用されている。『Gyuu』に収録。
島津冴子の楽曲のカバーで、オリジナルはOVA『万能文化猫娘』のイメージソング。
「遠い空の約束」（歌：三石琴乃）
作詞・作曲：松浦有希 / 編曲：大森俊之
第九話でシンジが聴いているS-DATから流れている。。アルバムCD『Lilia 〜from Ys〜』に収録。
「FALL in STAR」（歌：三石琴乃）
作詞：木本慶子 / 編曲・作曲：大森俊之
第拾話のデパートのテラスで流れている。アルバムCD『Lilia 〜from Ys〜』に収録。
「てんとう虫のサンバ」（歌：緒方恵美、宮村優子、長沢美樹、岩男潤子）
作詞：さいとう大三 / 作曲：馬飼野俊一 / 編曲：キングオーケストラK.V.G
第拾伍話の結婚式の場面で使用されている。アルバムCD『NEON GENESIS EVANGELION ADDITION』に収録。
「不思議な夜」（歌：奥井雅美）
作詞・作曲：奥井雅美 / 編曲：矢吹俊郎
第弐拾弐話でラジオから流れている。『Gyuu』に収録。
「両手いっぱいの夢」（歌：奥井雅美）
作詞：有森聡美 / 作曲：工藤崇 / 編曲：奥井雅美
第弐拾参話でシンジが聴いているS-DATから流れている。シングルCD「REINCARNATION」（1994年）に収録。

## 解説
アイキャッチ
Bパート開始のアイキャッチでは、英文のサブタイトルが表示される（下表下段に表記）。英語タイトルは、必ずしも日本語タイトルの直訳ではなく、各話の内容に準じたものになっている。
次回予告
ED後の次回予告の語り手は全話で葛城ミサト役の三石琴乃が担当しており、締めに多用された「この次もサービス、サービスぅ」のフレーズが人気を博した。ただし物語が終盤に向かうにつれ、このフレーズは使われなくなっていく（第拾七話以降は使われていない）。次回予告の構成は一定でなく、通常のアニメに使われる映像のよりぬきに限らず、オープニングのようなフラッシュカットを使用したものや逆にワンカットで構成したもの、線画や台本、絵コンテのみを使ったものなど多彩である。BGMは専用の物が用いられており、オンエア時の15秒バージョンと映像ソフトに収録された30秒フルバージョンが存在する。後の新劇場版でも同じフォーマットの次作予告が用いられている。
学園エヴァ
テレビシリーズ最終話で、物語の「もうひとつの可能性」として示された一種のパラレルワールド。
この世界ではシンジは研究所勤めの両親（ゲンドウ、ユイ）と暮らす普通の中学生であり、アスカ（字幕では"明日香"と表示）は世話焼きの幼馴染、レイは明るくお転婆な転校生、ミサトは担任教師という設定である。
この5分に満たない場面が非常に好評であったため、後にこの世界観に基づいたゲーム『新世紀エヴァンゲリオン 鋼鉄のガールフレンド2nd』や林ふみのによる同ゲームのコミカライズ版、高橋脩による漫画版『新世紀エヴァンゲリオン 碇シンジ育成計画』が作られた。

## 各話リスト
放映日
下記の表の日付は、キー局における初回放送日（テレビ愛知では当時別番組を放送していたため、平日朝の遅れ放送であった）。
第拾参話は30分繰り上げで午後5:30からの放送。また、第拾四話のテレビ東京での放映分については、1月3日という放送日の都合（テレビ東京が本来の放送時間に正月特番を放送した）により、同日午前8時30分からの放映。そのために放送を見逃した人が多く、その回のみ視聴率が極端に落ち込んでいる。ただし、そのことは事前に考慮されており、当初は第拾参話に予定されていた総集編を第拾四話と入れ替えて製作・放送された。
| 話数                  | サブタイトル                                                                              | 脚本                     | 絵コンテ                 | 演出                | 作画監督   | 設定補                         | 放送日         | 視聴率 |
| --------------------- | ----------------------------------------------------------------------------------------- | ------------------------ | ------------------------ | ------------------- | ---------- | ------------------------------ | -------------- | ------ |
| 第壱話 EPISODE:1      | 使徒、襲来 ANGEL ATTACK                                                                   | 庵野秀明                 | 摩砂雪 庵野秀明          | 鶴巻和哉            | 鈴木俊二   | あさりよしとお きお誠児 今掛勇 | 1995年 10月4日 | 6.8%   |
| 第弐話 EPISODE:2      | 見知らぬ、天井 THE BEAST                                                                  | 榎戸洋司 庵野秀明        | 摩砂雪 庵野秀明          | 鶴巻和哉            | 本田雄     | あさりよしとお 今掛勇          | 10月11日       | 5.3%   |
| 第参話 EPISODE:3      | 鳴らない、電話 A transfer                                                                 | 薩川昭夫 庵野秀明        | 鶴巻和哉 石堂宏之        | 石堂宏之            | 細井信宏   | あさりよしとお 鶴巻和哉        | 10月18日       | 7.1%   |
| 第四話 EPISODE:4      | 雨、逃げ出した後 Hedgehog's Dilemma                                                       | 薩川昭夫                 | 甚目喜一                 | 加賀ツヨシ          | 重田智     |                                | 10月25日       | 5.8%   |
| 第伍話 EPISODE:5      | レイ、心のむこうに Rei I                                                                  | 薩川昭夫 庵野秀明        | 甚目喜一                 | 杉山慶一            | 鈴木俊二   | きお誠児                       | 11月1日        | 7.2%   |
| 第六話 EPISODE:6      | 決戦、第3新東京市 Rei II                                                                  | 薩川昭夫 庵野秀明        | 摩砂雪                   | 石堂宏之            | 細井信宏   | 夢野れい                       | 11月8日        | 7.7%   |
| 第七話 EPISODE:7      | 人の造りしもの A HUMAN WORK                                                               | 榎戸洋司 庵野秀明        | 杉山慶一 庵野秀明        | 杉山慶一            | 鈴木俊二   | ヲギ・ミツム                   | 11月15日       | 5.9%   |
| 第八話 EPISODE:8      | アスカ、来日 ASUKA STRIKES!                                                               | 榎戸洋司 庵野秀明        | 樋口真嗣                 | 鶴巻和哉            | 本田雄     | 前田真宏 ヲギ・ミツム          | 11月22日       | 7.6%   |
| 第九話 EPISODE:9      | 瞬間、心、重ねて Both of You, Dance Like You Want to Win!                                 | 薩川昭夫 庵野秀明        | 樋口真嗣                 | 水島精二            | 長谷川眞也 | 前田真宏 ヲギ・ミツム          | 11月29日       | 7.1%   |
| 第拾話 EPISODE:10     | マグマダイバー MAGMADIVER                                                                 | 薩川昭夫 庵野秀明        | 加賀ツヨシ 庵野秀明      | 加賀ツヨシ 石堂宏之 | 重田智     | きお誠児 ヲギ・ミツム          | 12月6日        | 9.5%   |
| 第拾壱話 EPISODE:11   | 静止した闇の中で The Day Tokyo-3 Stood Still                                              | 榎戸洋司 庵野秀明        | 摩砂雪                   | 渡邊哲哉            | 河口俊夫   |                                | 12月13日       | 9.0%   |
| 第拾弐話 EPISODE:12   | 奇跡の価値は She said, "Don't make others suffer for your personal hatred."               | 薩川昭夫 庵野秀明        | 摩砂雪                   | 石堂宏之            | 重田智     | ヲギ・ミツム                   | 12月20日       | 7.4%   |
| 第拾参話 EPISODE:13   | 使徒、侵入 LILLIPUTIAN HITCHER                                                            | 磯光雄 薩川昭夫 庵野秀明 | 岡村天斎                 | 岡村天斎            | 黄瀬和哉   | 磯光雄 黄瀬和哉                | 12月27日       | 3.4%   |
| 第拾四話 EPISODE:14   | ゼーレ、魂の座 WEAVING A STORY                                                            | 庵野秀明                 | 庵野秀明                 | 大塚雅彦 安藤健     |            |                                | 1996年 1月3日  | 0.9%   |
| 第拾伍話 EPISODE:15   | 嘘と沈黙 Those women longed for the touch of others' lips, and thus invited their kisses. | 薩川昭夫 庵野秀明        | 甚目喜一                 | 羽生尚靖            | 鈴木俊二   | 磯光雄                         | 1月10日        | 6.0%   |
| 第拾六話 EPISODE:16   | 死に至る病、そして Splitting of the Breast                                                | 山口宏 庵野秀明          | 鶴巻和哉                 | 鶴巻和哉            | 長谷川眞也 | 鶴巻和哉                       | 1月17日        | 9.1%   |
| 第拾七話 EPISODE:17   | 四人目の適格者 FOURTH CHILDREN                                                            | 樋口真嗣 庵野秀明        | オグロアキラ             | 大原実              | 花畑まう   |                                | 1月24日        | 7.3%   |
| 第拾八話 EPISODE:18   | 命の選択を AMBIVALENCE                                                                    | 樋口真嗣 庵野秀明        | 岡村天斎                 | 岡村天斎            | 黄瀬和哉   |                                | 1月31日        | 9.6%   |
| 第拾九話 EPISODE:19   | 男の戰い INTROJECTION                                                                     | 薩川昭夫 庵野秀明        | 摩砂雪                   | 摩砂雪              | 本田雄     | あさりよしとお 摩砂雪          | 2月7日         | 8.0%   |
| 第弐拾話 EPISODE:20   | 心のかたち 人のかたち WEAVING A STORY 2:oral stage                                        | 庵野秀明                 | 鶴巻和哉 庵野秀明        | 大塚雅彦            | 鶴巻和哉   |                                | 2月14日        | 7.4%   |
| 第弐拾壱話 EPISODE:21 | ネルフ、誕生 He was aware that he was still a child.                                      | 薩川昭夫 庵野秀明        | 甚目喜一                 | 石堂宏之            | 重田智     | 鈴木俊二                       | 2月21日        | 7.7%   |
| 第弐拾弐話 EPISODE:22 | せめて、人間らしく Don't Be.                                                              | 山口宏 庵野秀明          | 鶴巻和哉                 | 高村彰              | 花畑まう   | 鶴巻和哉                       | 2月28日        | 7.9%   |
| 第弐拾参話 EPISODE:23 | 涙 Rei III                                                                                | 山口宏 庵野秀明          | 鶴巻和哉 庵野秀明        | 増尾昭一            | 鈴木俊二   | 鈴木俊二 鶴巻和哉              | 3月6日         | 6.9%   |
| 第弐拾四話 EPISODE:24 | 最後のシ者 The Beginning and the End, or "Knockin' on Heaven's Door"                      | 薩川昭夫 庵野秀明        | 摩砂雪 庵野秀明          | 摩砂雪              | 摩砂雪     |                                | 3月13日        | 6.0%   |
| 第弐拾伍話 EPISODE:25 | 終わる世界 Do you love me?                                                                | 庵野秀明                 | 鶴巻和哉 庵野秀明        | 鶴巻和哉            | 本田雄     |                                | 3月20日        | 7.7%   |
| 最終話 FINALE         | 世界の中心でアイを叫んだけもの Take care of yourself.                                     | 庵野秀明                 | 摩砂雪 鶴巻和哉 庵野秀明 | 摩砂雪 鶴巻和哉     |            |                                | 3月27日        | 10.3%  |

視聴率
平均視聴率：7.1%
最高視聴率：10.3% - 最終話
最低視聴率：0.9% - 第拾四話
再放送平均視聴率（日本テレビ）：2.4%
視聴率はすべてビデオリサーチ関東版調べ。

## 放送局
| 放送期間                      | 放送時間           | 放送局                                               | 対象地域                                          | 備考      |
| ----------------------------- | ------------------ | ---------------------------------------------------- | ------------------------------------------------- | --------- |
| 1995年10月4日 - 1996年3月27日 | 水曜 18:30 - 19:00 | テレビ東京（製作局） 及び系列5局 （※テレビ愛知除く） | 北海道・関東広域圏・大阪府 岡山県・香川県・福岡県 | [ 注 46 ] |
| 1995年10月12日 - 1996年4月4日 | 木曜 7:35 - 8:05   | テレビ愛知                                           | 愛知県                                            | [ 注 47 ] |

1997年には深夜帯での再放送が行われ、5%から6%の視聴率を得た。
テレビアニメの劇場公開
- 第27回東京国際映画祭 庵野秀明の世界
  - 2014年10月24日 第壱話 - 第拾参話（TOHOシネマズ日本橋で上映）上映時間約333分 途中休憩あり[91]。
  - 2014年10月25日 第拾四話 - 最終話（TOHOシネマズ日本橋で上映）上映時間約333分 途中休憩あり[92]。
- 2015年 夏『新世紀エヴァンゲリオン』Blu-ray BOX発売記念上映会
  - 2015年8月28日 第壱話 - 第拾参話（TOHOシネマズ新宿で上映）[93]
  - 2015年8月29日 第拾四話 - 最終話（TOHOシネマズ新宿で上映）[94]

## 映像ソフト

### バージョンの違い
この作品には、テレビ東京系列での放映版と第弐拾壱話から第弐拾四話までをソフト化するにあたり、以下の4つのバージョンが存在する。なお、2003年より発売・レンタルされているリニューアル版DVDには、2つのフォーマットによる第弐拾壱話から第弐拾四話が収録されている。どちらのフォーマットもそれぞれDVDのリニューアルにあたって僅かな変更が加えられているが、基本的な部分はそのままである。
テレビ東京版（テレビ放映版）
テレビ東京系列（TXN）における本放送、および同系列局での再放送で放映されたもの。サブタイトルの際にひらがなのタイトル表記がつけられている。なお、VHS・LD化の際にはテレビ放映版の作画に修正が行われている。中でも、第弐拾壱話から第弐拾四話までは大幅な増補・修正が行われたため、テレビ放映版とは大きく異なっている。テレビ放映版は、VHS・LDのビデオ全巻購入者の特典として、大幅な増補・修正が行われる前の第弐拾壱話から第弐拾四話が応募者に配布された。
テレビ放映版については第弐拾壱話から第弐拾四話以外はソフト化されていなかったが、2015年8月26日に第弐拾壱話から第弐拾四話以外では初となる全話収録のテレビ放映版がDVD-BOXとして発売された。本放送終了後に「ご視聴ありがとうございました。」のテロップ画面が流れた。
VHS・LD・初期DVD版
VHS・LD化に際して、テレビ東京系列での放映版の作画に修正をして、次回予告をテレビ放映時の15秒から30秒に変更して収録された。なお、テレビ東京系列で放映された際にはサブタイトルにひらがなのタイトル表記がつけられていたが、VHS・LD化の際にはなくなっている。VHS・LD版は第壱話から第弐拾話まで発売されたところで発売が一時休止され、劇場公開後に第弐拾壱話以降の発売が再開される。第弐拾壱話から第弐拾四話までについては、劇場版総集編『DEATH』より流用したカットならびに新作カット・新規アフレコも一部加えられるなど大幅な増補・修正が行われた。第弐拾四話以降は第弐拾伍話と第25話「Air」、最終話と第26話「まごころを、君に」が併行して収録された。この第25話、第26話は劇場版と同じ内容であるが、劇場版第25話、第26話とは異なる部分がある。初期DVDが発売された際にはVHS・LD版を踏襲したため第25話、第26話が収録された。
リニューアル版DVD
2003年、デジタルリマスター化、音声の5.1chサラウンド化、オープニングとエンディングのスタッフテロップを変更、追加音声を収録したリニューアルDVDが発売された。デジタルリマスター化に際しては、GAINAXの倉庫から制作当時のセル画を取り出し原素材の質感を可能な限り保存・再生したものとなっているが、第拾六話はオリジナルの16mmネガフィルムを紛失していたため、35mmインターネガからテレシネされている。また、第弐拾壱話から第弐拾四話については以下の2つに分けられた。なお、2015年8月26日に発売されたBlu-ray BOXのテレビ版の構成は、リニューアル版DVDを踏襲している。
オンエアフォーマット版
現在のCS放送（インターネット配信を含む）にて放送されているものを「オンエアフォーマット版」と呼ぶ。これは基本的にビデオフォーマット版の作画を流用しそれをテレビ放映版のかたちで構成したものであり、実際のテレビ放映版とは作画が異なる箇所がある。
ビデオフォーマット版
2003年のリニューアルDVD発売に際して、VHS・LD・初期DVD版に収録されている増補修正版の第弐拾壱話から第弐拾四話を「ビデオフォーマット版」と呼称し、漢数字表記であった話数を、劇場版に合わせて漢字からアラビア数字に変更した（ただし、タイトルでの話数表記は従来の漢字表記）。中間アイキャッチに表示される話数も、劇場版と同じく「'」が追加された。
ビデオフォーマット版は設定や登場人物の内面描写をより詳しくしたものであり、VHS・LD化の際に増補されたカットならびに新作カットも一部加えられるなど内容が豊富であるが、テレビ版であるオンエアフォーマット版とは違い1話25分弱の枠に収まっていないため、話のリズムやテンポに違いがある。次回予告は30秒バージョンとなっていて、エンディングの際には追加シーンのスタッフテロップが入るため、オンエアフォーマット版より長くなっている。なお、初期DVDまでは第弐拾四話以降に第弐拾伍話と第25話「Air」、最終話と第26話「まごころを、君に」が併行して収録されていたが、リニューアルDVDには第25話と第26話は収録されていない。

### 映像ソフト一覧

#### VHS・LD
| 巻                                                             | 発売日         | 規格品番                                   | 収録内容                                                                   |
| -------------------------------------------------------------- | -------------- | ------------------------------------------ | -------------------------------------------------------------------------- |
| 新世紀エヴァンゲリオン Genesis0:0 IN THE BEGINNING             | 1995年12月21日 | KIVA-248 (VHS)                             | 設定、制作過程、制作スタッフのインタビューなど                             |
| 新世紀エヴァンゲリオン Genesis0:1                              | 1996年2月3日   | KIVA-249 (VHS) KILA-149 (LD)               | 第壱話、第弐話                                                             |
| 新世紀エヴァンゲリオン Genesis0:2                              | 1996年3月6日   | KIVA-250 (VHS) KILA-150 (LD)               | 第参話、第四話                                                             |
| 新世紀エヴァンゲリオン Genesis0:3                              | 1996年4月5日   | KIVA-251 (VHS) KILA-151 (LD)               | 第伍話、第六話                                                             |
| 新世紀エヴァンゲリオン Genesis0:4                              | 1996年5月2日   | KIVA-252 (VHS) KILA-152 (LD)               | 第七話、第八話                                                             |
| 新世紀エヴァンゲリオン Genesis0:5                              | 1996年6月5日   | KIVA-253 (VHS) KILA-153 (LD)               | 第九話、第拾話                                                             |
| 新世紀エヴァンゲリオン Genesis0:6                              | 1996年7月5日   | KIVA-254 (VHS) KILA-154 (LD)               | 第拾壱話、第拾弐話                                                         |
| 新世紀エヴァンゲリオン Genesis0:7                              | 1996年8月7日   | KIVA-255 (VHS) KILA-155 (LD)               | 第拾参話、第拾四話                                                         |
| 新世紀エヴァンゲリオン Genesis0:8                              | 1996年9月5日   | KIVA-256 (VHS) KILA-156 (LD)               | 第拾伍話、第拾六話                                                         |
| 新世紀エヴァンゲリオン Genesis0:9                              | 1996年10月2日  | KIVA-257 (VHS) KILA-157 (LD)               | 第拾七話、第拾八話                                                         |
| 新世紀エヴァンゲリオン Genesis0:10                             | 1996年12月5日  | KIVA-258 (VHS) KILA-158 (LD)               | 第拾九話、第弐拾話                                                         |
| 新世紀エヴァンゲリオン Genesis0:11                             | 1998年2月4日   | KIVA-259 (VHS) KILA-159 (LD)               | 第弐拾壱話、第弐拾弐話                                                     |
| 新世紀エヴァンゲリオン Genesis0:12                             | 1998年7月3日   | KIVA-260 (VHS) KILA-160 (LD)               | 第弐拾参話、第弐拾四話                                                     |
| 新世紀エヴァンゲリオン Genesis0:13                             | 1998年8月12日  | KIVA-261 (VHS) KILA-161 (LD)               | 第弐拾伍話、ビデオ版第25話                                                 |
| 新世紀エヴァンゲリオン Genesis0:14                             | 1998年9月9日   | KIVA-311 (VHS) KILA-311 (LD)               | 最終話、ビデオ版第26話                                                     |
| 新世紀エヴァンゲリオン Genesis0:X                              | -              | SVG 7 (VHS) 3SLG 2 (LD)                    | 第弐拾壱話 - 第弐拾四話（テレビ放映版）                                    |
| 新世紀エヴァンゲリオン Genesis0:0' THE LIGHT FROM THE DARKNESS | 1997年1月25日  | EVA 0:0' (VHS)                             | 劇場版「シト新生」予告編、特報など                                         |
| 新世紀エヴァンゲリオン劇場版BOX                                | 1998年12月23日 | KIVA-9401、9402 (VHS) KILA-9401〜9404 (LD) | 劇場版「シト新生」（DEATH(TRUE)2&REBIRTH）、劇場版「Air/まごころを、君に」 |

#### 初期DVD
| 巻                                            | 発売日         | 規格品番                             | 収録内容 |
| --------------------------------------------- | -------------- | ------------------------------------ | --- |
| 新世紀エヴァンゲリオン Volume 1               | 1997年7月19日  | KIBA-1 GDVD-001                      | 第壱話 - 第四話 |
| 新世紀エヴァンゲリオン Volume 2               | 1997年8月21日  | KIBA-2 GDVD-002                      | 第伍話 - 第八話 |
| 新世紀エヴァンゲリオン Volume 3               | 1997年9月26日  | KIBA-3 GDVD-003                      | 第九話 - 第拾弐話 |
| 新世紀エヴァンゲリオン Volume 4               | 1997年10月22日 | KIBA-4 GDVD-004                      | 第拾参話 - 第拾六話 |
| 新世紀エヴァンゲリオン Volume 5               | 1997年12月22日 | KIBA-5 GDVD-005                      | 第拾七話 - 第弐拾話 |
| 新世紀エヴァンゲリオン Volume 6               | 1998年11月22日 | KIBA-6 GDVD-006                      | 第弐拾壱話 - 第弐拾四話 |
| 新世紀エヴァンゲリオン Volume 7               | 1999年1月22日  | KIBA-7 GDVD-007                      | 第弐拾伍話、ビデオ版第25話、最終話、ビデオ版第26話                                                                                             |
| 新世紀エヴァンゲリオン劇場版                  | 1999年9月22日  | KIBA-105、106 GDVD-008、009          | 劇場版「シト新生」（DEATH(TRUE)2&REBIRTH）、劇場版「Air/まごころを、君に」                                                                     |
| 新世紀エヴァンゲリオン SECOND IMPACT BOX 上巻 | 2000年11月15日 | GDVD-010 (GDVD-001〜003)             | 第壱話 - 第拾弐話 |
| 新世紀エヴァンゲリオン SECOND IMPACT BOX 中巻 | 2001年2月21日  | GDVD-011 (GDVD-004、005、006-2)      | 第拾参話 - 第弐拾四話 |
| 新世紀エヴァンゲリオン SECOND IMPACT BOX 下巻 | 2001年6月22日  | GDVD-012 (GDVD-007-2、008、009、013) | 第弐拾伍話、最終話、劇場版「シト新生」（DEATH(TRUE)2&REBIRTH）、劇場版「Air/まごころを、君に」、 PCゲーム「鋼鉄のガールフレンド」（DVD-ROM版） |

#### リニューアルDVD
| 巻                                                                         | 発売日         | 規格品番                    | 収録内容                                                                      |
| -------------------------------------------------------------------------- | -------------- | --------------------------- | ----------------------------------------------------------------------------- |
| NEON GENESIS EVANGELION 01 TEST-TYPE                                       | 2003年3月26日  | KIBA-1000                   | 第壱話、フルサイズOP・EDほか                                                  |
| NEON GENESIS EVANGELION Vol.01                                             | 2003年7月24日  | KIBA-1001                   | 第壱話 - 第四話                                                               |
| NEON GENESIS EVANGELION Vol.02                                             | 2003年7月24日  | KIBA-1002                   | 第伍話 - 第八話                                                               |
| NEON GENESIS EVANGELION Vol.03                                             | 2003年8月27日  | KIBA-1003                   | 第九話 - 第拾弐話                                                             |
| NEON GENESIS EVANGELION Vol.04                                             | 2003年8月27日  | KIBA-1004                   | 第拾参話 - 第拾六話                                                           |
| NEON GENESIS EVANGELION Vol.05                                             | 2003年9月26日  | KIBA-1005                   | 第拾七話 - 第弐拾話                                                           |
| NEON GENESIS EVANGELION Vol.06                                             | 2003年9月26日  | KIBA-1006                   | 第弐拾壱話、第弐拾弐話、第21話、第22話                                        |
| NEON GENESIS EVANGELION Vol.07                                             | 2003年10月22日 | KIBA-1007                   | 第弐拾参話、第弐拾四話、第23話、第24話                                        |
| NEON GENESIS EVANGELION Vol.08                                             | 2003年10月22日 | KIBA-1008                   | 第弐拾伍話、最終話                                                            |
| THE FEATURE FILM NEON GENESIS EVANGELION DEATH(TRUE)2/Air/まごころを、君に | 2003年11月27日 | KIBA-1009、1010             | 劇場版「DEATH(TRUE)2/Air/まごころを、君に」                                   |
| THE FEATURE FILM NEON GENESIS EVANGELION DTS COLLECTORS Edition            | 2004年11月3日  | KIBA-1209、1210             | 劇場版「DEATH(TRUE)2/Air/まごころを、君に」                                   |
| NEON GENESIS EVANGELION DVD-BOX                                            | 2003年6月25日  | KIBA-91001〜91010 SDG-10008 | 第壱話 - 最終話、第21話 - 第24話、劇場版「DEATH(TRUE)2/Air/まごころを、君に」 |
| NEON GENESIS EVANGELION DVD-BOX〈復刻版〉                                  | 2007年4月23日  | NBD-91001〜91011            | 第壱話 - 最終話、第21話 - 第24話、劇場版「DEATH(TRUE)2/Air/まごころを、君に」 |
| NEON GENESIS EVANGELION DVD-BOX '07 EDITION                                | 2007年8月1日   | KIBA-91401〜91410 SDG-10117 | 第壱話 - 最終話、第21話 - 第24話、劇場版「DEATH(TRUE)2/Air/まごころを、君に」 |
| 日テレ限定 新世紀エヴァンゲリオンDVDボックス                               | -              | （KIBA-1000〜1010）         | 第壱話 - 最終話、第21話 - 第24話、劇場版「DEATH(TRUE)2/Air/まごころを、君に」 |

#### HDマスターDVD
| 巻                                                                                                   | 発売日        | 規格品番  | 収録内容                               |
| --- | ------------- | --------- | -------------------------------------- |
| 新世紀エヴァンゲリオン DVD STANDARD EDITION Vol.1 NEON GENESIS EVANGELION DVD STANDARD EDITION Vol.1 | 2019年7月24日 | KIBA-2317 | 第壱話 - 第四話                        |
| 新世紀エヴァンゲリオン DVD STANDARD EDITION Vol.2 NEON GENESIS EVANGELION DVD STANDARD EDITION Vol.2 | 2019年7月24日 | KIBA-2318 | 第伍話 - 第八話                        |
| 新世紀エヴァンゲリオン DVD STANDARD EDITION Vol.3 NEON GENESIS EVANGELION DVD STANDARD EDITION Vol.3 | 2019年7月24日 | KIBA-2319 | 第九話 - 第拾弐話                      |
| 新世紀エヴァンゲリオン DVD STANDARD EDITION Vol.4 NEON GENESIS EVANGELION DVD STANDARD EDITION Vol.4 | 2019年7月24日 | KIBA-2320 | 第拾参話 - 第拾六話                    |
| 新世紀エヴァンゲリオン DVD STANDARD EDITION Vol.5 NEON GENESIS EVANGELION DVD STANDARD EDITION Vol.5 | 2019年7月24日 | KIBA-2321 | 第拾七話 - 第弐拾話                    |
| 新世紀エヴァンゲリオン DVD STANDARD EDITION Vol.6 NEON GENESIS EVANGELION DVD STANDARD EDITION Vol.6 | 2019年7月24日 | KIBA-2322 | 第弐拾壱話、第弐拾弐、第21話、第22話   |
| 新世紀エヴァンゲリオン DVD STANDARD EDITION Vol.7 NEON GENESIS EVANGELION DVD STANDARD EDITION Vol.7 | 2019年7月24日 | KIBA-2323 | 第弐拾参話、第弐拾四話、第23話、第24話 |
| 新世紀エヴァンゲリオン DVD STANDARD EDITION Vol.8 NEON GENESIS EVANGELION DVD STANDARD EDITION Vol.8 | 2019年7月24日 | KIBA-2324 | 第弐拾伍話、最終話                     |

#### その他のDVD
| 巻                                                            | 発売日        | 規格品番          | 収録内容                                                                   |
| ------------------------------------------------------------- | ------------- | ----------------- | -------------------------------------------------------------------------- |
| NEON GENESIS EVANGELION MUSIC&REMIX DVD ツインパック          | 2006年8月13日 | KIBA-91299、91300 | 映像付き音楽DVD、初回限定版                                                |
| NEON GENESIS EVANGELION MUSIC DVD                             | 2006年8月23日 | KIBA-1299         | 映像付き音楽DVD                                                            |
| NEON GENESIS EVANGELION remix                                 | 2006年8月23日 | KIBA-1300         | 映像付き音楽DVD                                                            |
| 新世紀エヴァンゲリオン TV放映版DVD BOX ARCHIVES OF EVANGELION | 2015年8月26日 | KIBA-92191〜92198 | 第壱話 - 最終話（テレビ放映版）、劇場版「シト新生」（DEATH(TRUE)&REBIRTH） |

#### Blu-ray
| 巻 | 発売日        | 規格品番          | 収録内容 |
| --- | ------------- | ----------------- | --- |
| 新世紀エヴァンゲリオン Blu-ray BOX NEON GENESIS EVANGELION Blu-ray BOX                                       | 2015年8月26日 | KIXA-90501〜90510 | 第壱話 - 最終話、第21話 - 第24話、ビデオ版第25話、ビデオ版第26話、 劇場版「シト新生」（DEATH&REBIRTH）、劇場版「Air/まごころを、君に」、劇場版「DEATH(TRUE)2/Air/まごころを、君に」 |
| 新世紀エヴァンゲリオン Blu-ray STANDARD EDITION Vol.1 NEON GENESIS EVANGELION Blu-ray STANDARD EDITION Vol.1 | 2019年7月24日 | KIXA-880          | 第壱話 - 第四話 |
| 新世紀エヴァンゲリオン Blu-ray STANDARD EDITION Vol.2 NEON GENESIS EVANGELION Blu-ray STANDARD EDITION Vol.2 | 2019年7月24日 | KIXA-881          | 第伍話 - 第八話 |
| 新世紀エヴァンゲリオン Blu-ray STANDARD EDITION Vol.3 NEON GENESIS EVANGELION Blu-ray STANDARD EDITION Vol.3 | 2019年7月24日 | KIXA-882          | 第九話 - 第拾弐話 |
| 新世紀エヴァンゲリオン Blu-ray STANDARD EDITION Vol.4 NEON GENESIS EVANGELION Blu-ray STANDARD EDITION Vol.4 | 2019年7月24日 | KIXA-883          | 第拾参話 - 第拾六話 |
| 新世紀エヴァンゲリオン Blu-ray STANDARD EDITION Vol.5 NEON GENESIS EVANGELION Blu-ray STANDARD EDITION Vol.5 | 2019年7月24日 | KIXA-884          | 第拾七話 - 第弐拾話 |
| 新世紀エヴァンゲリオン Blu-ray STANDARD EDITION Vol.6 NEON GENESIS EVANGELION Blu-ray STANDARD EDITION Vol.6 | 2019年7月24日 | KIXA-885          | 第弐拾壱話、第弐拾弐話、第21話、第22話 |
| 新世紀エヴァンゲリオン Blu-ray STANDARD EDITION Vol.7 NEON GENESIS EVANGELION Blu-ray STANDARD EDITION Vol.7 | 2019年7月24日 | KIXA-886          | 第弐拾参話、第弐拾四話、第23話、第24話 |
| 新世紀エヴァンゲリオン Blu-ray STANDARD EDITION Vol.8 NEON GENESIS EVANGELION Blu-ray STANDARD EDITION Vol.8 | 2019年7月24日 | KIXA-887          | 第弐拾伍話、最終話 |
| 新世紀エヴァンゲリオン Blu-ray BOX STANDARD EDITION NEON GENESIS EVANGELION Blu-ray BOX STANDARD EDITION     | 2019年7月24日 | KIXA-870〜879     | 第壱話 - 最終話、第21話 - 第24話、ビデオ版第25話、ビデオ版第26話、 劇場版「シト新生」（DEATH&REBIRTH）、劇場版「Air/まごころを、君に」、劇場版「DEATH(TRUE)2/Air/まごころを、君に」 |

「『新世紀エヴァンゲリオン』＋『ヱヴァンゲリヲン新劇場版』＋『シン・エヴァンゲリオン劇場版』Full Complete Blu-ray BOX」については新世紀エヴァンゲリオンの作品一覧#Blu-rayを参照。

## 関連作品一覧

### 劇場版・新劇場版
映画『新世紀エヴァンゲリオン劇場版 シト新生』は1997年3月15日公開。『新世紀エヴァンゲリオン劇場版 Air/まごころを、君に』1997年7月19日に公開された。この2作品を修正しひとつにまとめた『新世紀エヴァンゲリオン劇場版 DEATH (TRUE)² / Air / まごころを、君に』（REVIVAL OF EVANGELION）は1998年3月7日に公開された。
2007年より、完結した作品を再構築した新シリーズ『ヱヴァンゲリヲン新劇場版』の4部作が開始された。『ヱヴァンゲリヲン新劇場版:序』（2007年9月1日）に始まり、その後14年をかけて『ヱヴァンゲリヲン新劇場版:破』（2009年6月27日）、『ヱヴァンゲリヲン新劇場版:Q』（2012年11月17日）と続き、『シン・エヴァンゲリオン劇場版』（2021年3月8日）をもって完結となった。

### 漫画・小説
アニメ版のキャラクターデザインを担当した貞本義行本人による同名コミカライズが、テレビアニメのストーリーを踏襲した唯一のものであり、これはアニメ放送に先駆けて月刊少年エースにて連載開始された。通常、「漫画版」と言えばこれを指す。
外伝やアナザーストーリーとしては多数の作品がある。学園ものラブコメディとして設定されたゲーム化作品のコミカライズ『新世紀エヴァンゲリオン 鋼鉄のガールフレンド2nd』や『新世紀エヴァンゲリオン 碇シンジ育成計画』、ミステリーものの『名探偵エヴァンゲリオン』、デフォルメキャラクターによるメディアミックス『ぷちえゔぁ』の4コマ漫画やパロディ作品、複数の漫画家によるトリビュート作品、パチンコシリーズを題材にした『奇跡の勝ちは』など、多数の関連漫画が出版されている。
小説では、アニメでのメカニックデザインを担当した山下いくとの製作総指揮による『エヴァンゲリオン ANIMA』などがある。

### 音楽作品
主題歌「残酷な天使のテーゼ」「魂のルフラン」などのシングル、およびテレビアニメから新劇場版に至るまでのの劇伴を収録したオリジナルサウンドトラックや劇中使用されたクラシック音楽のアルバム、『エヴァンゲリオン交響楽』などのオーケストラ演奏のライブ・アルバム、『EVANGELION -THE BIRTHDAY OF Rei AYANAMI-』などキャラクターに関連したコンピレーション・アルバムが多数発売された。

### 書籍
テレビアニメ版のシナリオ集および絵コンテ集、フィルムブック、原画集が複数巻発売された。新劇場版については、原画集のほか、資料やビジュアルストーリーを集めた『全記録全集』が、各作品ごとに順次発売されている。

### ゲーム
家庭用ゲーム機向けの各種ゲームのほか、パソコンゲーム、携帯電話用ゲーム・アプリゲーム（パチンコ・パチスロの派生作品を含む）、テーブルトークRPG、トレーディングカードゲームが多数発売された。また2010年代以降、リアル脱出ゲームのイベントも日本国内で頻繁に開催された。

### パチンコ・パチスロ
フィールズとビスティにより、2004年より2021年現在まで、本作品をベースとしたパチンコ・パチスロ機が多数開発された。林原めぐみの「集結の園へ」などのタイアップソングも提供された。これらは新たなファン層を生み出したとされる。

### 実写映画
2003年にアメリカ合衆国のアニメ・特撮作品配給会社ADVフィルムにより、実写映画化の製作発表がなされたが、2009年9月1日にADVが日本アニメの権利を含む保有資産を売却、企画は以後停止した状態となっている。

### 舞台
2022年11月2日に開催された東急歌舞伎町タワー開業半年前記者発表会にて、2023年5月に上演されることが発表された。また、2023年2月2日に公演の詳細が発表された。本公演は2023年4月14日に開業予定の東急歌舞伎町タワーに新設されるTHEATER MILANO-Zaのこけら落とし公演である。

## 展示会
- ヱヴァンゲリヲンと日本刀展 - 2012年から全国各地で巡回展示をしている[106]。
- EVANGELION 100.0 - RADIO EVAによる展覧会。2012年から全国各地で巡回展示[107]。
- エヴァンゲリオン展 - 2013年から全国各地で巡回展示をしている。

## 社会的影響
本作品は新聞や一般言論誌、思想誌、ワイドショー番組や『ザ・スクープ』のような報道ドキュメンタリー番組など、普段アニメを題材とすることは少ないメディアでも取り扱われ、宮台真司や宮崎哲弥、東浩紀などの評論家によって、社会的影響力の検証が行われた。アニメ雑誌ではない『Quick Japan』などでの特集や、数々の謎本が出版された。
また、宇野常寛の著作『ゼロ年代の想像力』でも1990年代の社会全体を覆う『気分』（オウム真理教などに代表される破滅（アルマゲドン）思想、引きこもりの思想、若者の成熟問題）を代表する作品として取り上げ、1990年代後半以降のセカイ系諸作品に対する影響性が検証されている。
2006年には、文化庁メディア芸術祭の10周年記念企画として行われたアンケート企画「日本のメディア芸術100選」のアニメーション部門で第1位に選出された。

### 批評
SF評論家の大森望は、旧劇観賞後「後半、あそこまで暴走して心の問題を描くのは、従来のTVアニメでは考えられなかった」とし、故に「エヴァの存在価値は、今までならメインカルチャーの領分だったテーマがロボットアニメでも充分やれる、アカデミー賞クラスの映画にまさるとも劣らないものがつくれることを証明したことじゃないか」と述べ、「おたく文化が軽視されるのは、それだけ閉じた世界を構成しているせい」とし、「エヴァの世界は閉じてなく、心理学、宗教学、哲学、科学、あらゆる方向に広がって、観客に教養を要求し、『もののけ姫』だと、立派な映画をたまたまアニメでつくりましたっていう感じだが、『The End of Evangelion』の場合、TVアニメ以外の何者でもなく、なおかつライバルは『2001年宇宙の旅』みたいな映画になってる」と評した。
作家の大塚英志は「自分と他人の境界が溶け合う世界を求める」という人類補完計画の思想については、現代のネット社会との類似性を指摘し、最終的にはシンジが他人と溶け合うことを拒絶し、他者がずっといる世界を選択したことに対して肯定的に評価した。また、この作品を読み解くテーマとして『他者の消失』を挙げ「自分が理解出来ない他人がいて、その他人と折り合いをつけ、社会や世界を作っていくのが『近代社会』」であり、最近ではそれを排除する『分断』に陥っており、理解出来ない思想を持っている他人に対してレッテル貼りや差別化し、いなくなってしまえ、という考えに至ってしまう状況があると語り、本作品では「意図がよくわからないが日本を襲ってくる使徒はまさに不条理な他者で、人類補完計画はそれを取り込み自他の障壁を消そうとするが、本作では他者がいない世界は間違っていると結論を示した」と語る。「『他者を排除しようとする思想』は昔と比べSNSの普及により世界的に広がり、『分断』と言いながら他方の殲滅を考える」と語り、米大統領選のバイデン・トランプ両陣営を例に挙げ、双方皆自分達に都合の良いニュースだけ見て、不都合なニュースは見ないようにして自らを補完していたと語る。「そうなってしまう未来を25年前に正確に批判的に描いた所がエヴァの価値だと言える」と評した。
Quick Japan誌上において、旧劇試写会鑑賞後、竹熊健太郎、大泉実成、特別ゲストの東浩紀で鼎談の場が設けられた。竹熊は、宮崎駿がインタビューで「庵野秀明は自分しか見ていない、もっと群衆を描かなきゃダメだ」と批判している事に対して、「やっぱり宮崎駿さんって組合運動の世代だから。でも今、労働の尊さとか、共同体の尊さとか、自然の美しさなんて言ったって、若い世代にはリアリティないからさ。むしろ、共同体は壊れているし、家族も壊れているし。その流れは止められそうにない。その中で、じゃあ自分をどう見いだすんだっていうとさ、今みたいな状況では、自分で自分を見いだすしかないっていうことじゃないですか」と語り、東浩紀は「『エヴァンゲリオン』はむしろ、群衆に出会う以前の話、いわばコミュニケーションの条件のレベルの話をしていますからね。つまり、どうやって他人と接触するかって話。そういう意味では確かに庵野さんの問題意識のほうが宮崎さんの問題意識よりも前にあるかもしれません」と語り、それに対し竹熊は「だから宮崎さんから見るとやっぱり病的に見えるわけですよ。俺（宮崎駿）にだって、そういう悩みはあるけれども、個人的な悩みをさらけ出すより、もっと描くべき問題があるだろうと。これはもう『世代の差』としかいいようがない」と私見を述べた。
アニメーションプロデューサーの西沢信孝は「10人中2人が大絶賛する様な、正統派ではないマニアックな企画が大ヒットしたという事実は無視できない」と驚愕した。
安彦良和は「非常に不健全なものを感じるんですよ。若い人達は『赤裸々なメッセージ』『エキセントリックなもの』『極端な死生観』に弱いんですよね。宗教に対して免疫がないのと同じ様に。そこを悪い大人が逆手に取ると若者はヒートしますよ。『エヴァ』を作った人達は利口だから、その逆手の取り方が非常に上手かったと思うんですよね。富野由悠季さんのやり方も参考にしただろうけど、富野さんよりも利口でしたたかです。『未完成のフィルム』を放送することなど、本当はやってはいけないことだけど、敢えてやってしまう。それも仕掛けの一つだから。『そういう禁じ手を使っていいのか?』とか非常に不純なものを感じるんですよね」と制作陣の戦略に疑問を抱いていることを打ち明けた。
押井守は「セル画をひっくり返して撮影しようが、線画だろうが、そのいやらしさすら『演出』と言い張って押し通した」とアニメーションの見方について考えさせられたことを話している。
新海誠は「リアルタイムでテレビシリーズを見て、劇場版も見ました。手間をかけなくても、作中での物語の語りかけがものすごく洗練された形で出ていて、『こういうやり方だったら、こんなに省略化しても作品を作れるんだ』という感銘を受けました。見ていなければ『ほしのこえ』は生まれなかったと思います」と自身のルーツとなったことを公言している。
紀里谷和明は「合理的に表現していくやり方等、いろんなことを学ばせてもらいました。『CASSHERN』をやる上で、当初スタッフに無理だと言われていた際の説得材料としても使わせてもらいました」と仕事の上での励みになったことを庵野に伝えた。
精神科医の斎藤環は、庵野秀明を「境界例」的作家に位置すると評した。その系譜には、太宰治を筆頭に、筒井康隆、内田春菊、柳美里らがおり、彼等が境界例的にみえるのは、作家と作品、あるいは作家と読者の関係性のスタイルにおいてとし、それは、まずその作品の飛び抜けた面白さ（=誘惑の技術）や、サービスとも挑発ともとれるパフォーマンス（=行動化）においてみてとれるとし、庵野秀明がこの系譜に連なりうるのは、まさに「抜群に面白いアニメ作品」のテレビシリーズをあのように終わらせたことにおいてであると評した。自己啓発セミナー的でもあり夢オチとも卓袱台返しともとれるようなあの結末は、当時のエヴァファンを激怒させた（あれは作家による「行動化」以外の何ものでもなかった）。結局庵野は、最終二話を劇場版で作り直すことになるが、今にして思えば、エヴァのテレビシリーズは、あの最終二話によってこそ伝説となったのではなかったかと斎藤は問う。少年少女からいい歳の大人まで満遍なく魅了し尽くしたウェルメイドなアニメ作品は、その破綻ぶりによって、いわば庵野の「私小説」としての顔を露呈させてしまったと評す。太宰の作品の多くがそうであるように、「境界例」的な作品は、そのリアリティを「作家の人格」によって担保している。作品への関心は、そっくり作家本人への関心と重なるため、どれほどフィクションと断ってあっても、物語と作家自身の体験とがしばしば混同されてしまう。作品のいたるところに、作家自身の素顔がちらつくという意味で、「境界例」的な作品は、本質的にメタフィクションだと定義し、「エヴァ」最終二話の「学園編」において突如現れたメタ・レベルは、こうした「境界例」的構造のもとで理解される必要があると評した。

### 受賞歴
- 第18回日本SF大賞
  - 『新世紀エヴァンゲリオン』（庵野秀明）[119][120]
- 文化庁メディア芸術祭アニメーション部門
  - 第1回 優秀賞：『新世紀エヴァンゲリオン』[121][122][123]
  - 第17回 優秀賞：『ヱヴァンゲリヲン新劇場版:Q』[124][125][126]
- 日本のメディア芸術100選
  - アニメーション部門1位：『新世紀エヴァンゲリオン』[127][128][129][130]
- 日本アカデミー賞
  - 第21回 話題賞・作品部門：『新世紀エヴァンゲリオン劇場版 Air/まごころを、君に』[131][132]
  - 第31回 優秀アニメーション作品賞： 『ヱヴァンゲリヲン新劇場版:序』[133][134][135]
  - 第33回 優秀アニメーション作品賞： 『ヱヴァンゲリヲン新劇場版:破』[136][137]
  - 第36回 優秀アニメーション作品賞： 『ヱヴァンゲリヲン新劇場版:Q』[138][139]
  - 第45回 最優秀アニメーション作品賞・話題賞作品部門： 『シン・エヴァンゲリオン劇場版』[140][141][142]
- 日本映画批評家大賞
  - 第22回 アニメーション監督賞（『ヱヴァンゲリヲン新劇場版:Q』）[143][144]
  - 第31回 アニメーション監督賞（『シン・エヴァンゲリオン劇場版』）[145][146]
- 第39回日本レコード大賞
  - 企画賞：『新世紀エヴァンゲリオン』[147]
- 日本ゴールドディスク大賞
  - 第11回： アルバム賞 アニメ・学芸部門：『NEON GENESIS EVANGELION ADDITION』[148]
  - 第11回： 特殊表彰：『新世紀エヴァンゲリオン』Genesis 0:1〜0:10
  - 第12回： アニメーション・アルバム・オブ・ザ・イヤー：『EVANGELION:DEATH』[149]
- アニメーション神戸[150][151][152]
  - 第1回： テレビ番組の部 『新世紀エヴァンゲリオン』[153]
  - 第1回： 部門賞・演出部門：『庵野秀明』[153]
  - 第2回： 会場特別賞：『新世紀エヴァンゲリオン劇場版 シト新生』、『新世紀エヴァンゲリオン劇場版 Air/まごころを、君に』[153][154][155]
  - 第2回： インタラクティブ・ソフトの部：『新世紀エヴァンゲリオン 鋼鉄のガールフレンド』[153][156][157]
  - 第2回： 音楽部門：『鷺巣詩郎』[149][153][158]
  - 第13回： 神戸賞 作品賞・劇場部門： 『ヱヴァンゲリヲン新劇場版:序』[159]
- 第3回AMD Award'97
  - パッケージ部門・Best Writer賞：『新世紀エヴァンゲリオン 鋼鉄のガールフレンド』[160]
- 第27回AMD Award'2021
  - 優秀賞：『シン・エヴァンゲリオン劇場版』[161]
- JASRAC賞
  - 2008年 銀賞：『新世紀エヴァンゲリオンBGM』[162]
  - 2010年 銅賞：「残酷な天使のテーゼ」[163]
  - 2011年 金賞：「残酷な天使のテーゼ」[164]
- ゴールデングロス賞
  - 第15回： 優秀銀賞 『新世紀エヴァンゲリオン劇場版 Air/まごころを、君に』『新世紀エヴァンゲリオン劇場版 シト新生』
  - 第25回： 話題賞 『ヱヴァンゲリヲン新劇場版:序』
  - 第27回： 優秀銀賞 『ヱヴァンゲリヲン新劇場版:破』
  - 第39回： 最優秀・金賞 『シン・エヴァンゲリオン劇場版』
- アニメージュ・アニメグランプリ[165]
  - グランプリ 第18回（1995年）第19回（1996年）第20回（1997年）
  - グランプリEDITORS CHOICE 第18回（1995年）第19回（1996年）第20回（1997年）
  - サブタイトル部門（第24話、最後のシ者）第19回（1996年）
  - 男性キャラクター部門（碇シンジ）第19回（1996年）第20回（1997年）
  - 女性キャラクター部門（綾波レイ）第18回（1995年）第19回（1996年）
  - アニメソング部門（残酷な天使のテーゼ）第18回（1995年）第19回（1996年）
  - 歴代ベストワン作品部門 第20回（1997年）
- 第22回デジタルコンテンツグランプリ（2007年）
  - DCAj会長賞：『ヱヴァンゲリヲン新劇場版:序』[166]
- 東京アニメアワード
  - 2006年： マイベストアニメ：『新世紀エヴァンゲリオン』
  - 2008年： アニメーション オブ ザ イヤー：『ヱヴァンゲリヲン新劇場版:序』[167][168]
  - 2008年： 個人部門・監督賞：庵野秀明『ヱヴァンゲリヲン新劇場版:序』[169][170]
  - 2010年： 個人部門・音楽賞：鷺巣詩郎『ヱヴァンゲリヲン新劇場版:破』[171]
  - 2022年： アニメーション オブ ザ イヤー：『シン・エヴァンゲリオン劇場版』[172][173]
  - 2022年： 個人賞・原作・脚本部門、監督・演出部門：庵野秀明『シン・エヴァンゲリオン劇場版』[174][175]
- 第16回声優アワード（2021年）
  - シナジー賞『エヴァンゲリオンシリーズ』
- PlayStation Awards 2009
  - PlayStation Store 特別賞：『葛城ミサト報道計画』
- 第15回リヨン・アジア映画祭
  - アニメ部門第1位：『ヱヴァンゲリヲン新劇場版:破』
- BDA Disc Title Award 2010
  - 大賞:『ヱヴァンゲリヲン新劇場版:破 EVANGELION：2.22 YOU CAN（NOT）ADVANCE.』
- DEG ジャパン・アワード ブルーレイ大賞
  - ユーザー特別賞:『ヱヴァンゲリヲン新劇場版:破 EVANGELION：2.22 YOU CAN（NOT）ADVANCE.』
- Amazonランキング大賞2015
  - コミック総合ランキング大賞1位:『新世紀エヴァンゲリオン第14巻（プレミアム限定版）』
- 平成アニソン大賞[176]
  - 大賞、作品賞（1989年 - 1999年）：「残酷な天使のテーゼ」
  - 企画賞（1989年 - 1999年）：「FLY ME TO THE MOON」
  - 映画主題歌賞（1989年 - 1999年）：「魂のルフラン」
- 令和3年アニソン大賞（SMEJ）[177]
  - 大賞（2021年）：宇多田ヒカル「One Last Kiss」
- SPACE SHOWER MUSIC AWARDS2022
  - BEST CONCEPTUAL VIDEO ： 宇多田ヒカル「One Last Kiss」（監督：庵野秀明）[178]
- 第53回星雲賞
  - 自由部門：『ヱヴァンゲリヲン新劇場版シリーズの完結』 受賞対象者：庵野秀明[179][180]
- 「JOYSOUNDカラオケ30周年ランキング」
  - 楽曲ランキング（総合）1位：「残酷な天使のテーゼ」：高橋洋子
  - アニソンランキング（総合）1位：「残酷な天使のテーゼ」：高橋洋子
  - 年代別アニソンランキング
    - 2000年代3位：「残酷な天使のテーゼ」：高橋洋子
    - 2010年代1位：「残酷な天使のテーゼ」：高橋洋子
    - 2020年代2位：「残酷な天使のテーゼ」：高橋洋子

### 売上記録
1997年当時の関連商品の総売り上げ金額は300億円を超え、2007年時点では、関連商品の総売り上げ金額は1500億円を突破している。

### コンテンツ業界への影響
本作品は社会現象にまでなった1990年代を代表するアニメ作品であり、蓄積された邦画や日本の特撮、アニメーションの技法を濃縮した作風に加え、キャラクターの内的側面を表現するなど、斬新な演出が後続するアニメ作品に多大な影響を与えた（アニメ作品以外にもこの傾向はみられる）。
『宇宙戦艦ヤマト』（1974年）、『機動戦士ガンダム』（1979年）に続く第3次アニメ革命と言われた。従来のロボットアニメが玩具の売り上げのための販促としての性格を色濃く持っていたのに対し、アニメ作品の映像ソフト自体に販売、購入価値を見出せる作風であり、本作品以後、「パッケージ性」と呼ばれるこの性格を強め、テレビアニメの制作費を映像ソフト化で賄う仕組みができた。
コンテンツ業界では、元々一つのメディアでしか表現されていなかった作品（原作）の商品広告を小説、漫画、アニメ、ゲーム、音楽CD、映画、キャラクターグッズ販売などの多数のメディアと組み合わせて商品展開させ、各メディアの弱点を補う「メディアミックス」と呼ばれる手法が1980年代後半から盛んになっていた。本作品は同時期の『スレイヤーズ』シリーズ、『機動戦艦ナデシコ』と共にその潮流を確立させたものであり、特に「原作のないアニメ主体のメディアミックス」の嚆矢となった存在である。
本作の成功はアニメブームに繋がり、放送後の1997年ごろからは首都圏でテレビアニメが週約50本放送される空前のブームとなった。本番組の深夜帯再放送における高視聴率をきっかけにアニメの深夜放送（いわゆる深夜アニメ）が増加したことと合わせて、現在のアニメ放送体系を決定付けたと言える。テレビアニメにおける製作委員会方式の初期試用作品であり、その傑出した成功例である本作品は、現在主流となっている同製作体制を増加させる一因となった。ただし、この製作委員会方式はアニメの粗製濫造を招いたとして2007年からの『新劇場版』ではこれと訣別しカラーの100%出資により経済的リスクも全て負うことになった。
また、物語終盤にいくにつれ、社会やそれに関わる人々がほとんど描写されることなく、主人公・碇シンジのとる行動や内面性がそのまま「世界の危機」にシンクロして描かれる。このような「悩める主人公の精神世界と現実世界がシンクロし、世界の命運を左右するかのような設定」は、後にセカイ系と呼ばれるジャンルの形成に大いに寄与し、別名「ポスト・エヴァンゲリオン症候群」と呼ばれることがある。

### ホビーアイテム
本放送の終了と前後して作品人気が高まった時期から、ホビーアイテムも登場した。バンダイでは、当初LM（リミテッドモデル）と銘打ったプラモデルシリーズを展開した。この商品は発泡剤を含ませたプラスチックを簡易金型で成型したものであり、その素材と生産の都合上シャープな造形ではなく可動部も少ないものであったが、発売と同時に売切が続出する。これに手応えを感じた同社では、即座に上位モデルとしてLMHG（リミテッドモデル・ハイグレード）シリーズを企画する。こちらは同社の看板商品であるガンプラで培われた技術をふんだんに持ち込んだ設計で、特に腕はアニメ設定の肘関節が露出しない構造を再現するため、一種のアーマチュア（可動式骨格）構造を持ったフレームの上に軟質素材を被せた状態で成型するというこだわりを見せ、ヒット商品となった。両シリーズとも劇中に登場するエヴァシリーズ全機が商品化された上に、使徒も一部商品化されている。
また、当時ヒットの兆しを見せていたトレーディングカードの分野でもバンダイで商品化がなされ、こちらもヒットを記録した。同社は低年齢層向けのカード自販機ブランド「カードダス」を有しており、SDガンダムなどのカードをリリースしていたが、対象年齢の違いから当初は「カードダスマスターズ」ブランドでの発売となっている（後に「カードダス」ブランドでも発売された）。
これらの商品は、当時ホビー分野の商品化権をセガが有していた関係上、バンダイはセガからセカンドライセンス（2次版権）を取得する形での販売となった。このため、当時の商品パッケージには発売元がセガであると明記されている。
こういったハイターゲット向けのアイテムがいずれもヒットしたことが、後のアクションフィギュアブームに乗る形での商品化へと繋がり、世紀を越えてなお多数の新規ホビーアイテムがリリースされ続ける状況の先鞭をつけたといえる。なお、商品化権に関してはその後セガの独占的な権利が消尽し、2010年現在ではバンダイや海洋堂など有名メーカーから様々な商品が発売されている。またセガも、女性キャラクターのフィギュアを中心にアミューズメントスポットに置かれているクレーンゲーム用景品としてリリースし続けている。

### アパレル商品
本作品とタイアップしたアパレル商品で、コスプレ用品でなくリアル・クローズとして発売されたのは、コスパが1998年ごろよりキャラクターやロゴをモチーフにしたTシャツを展開したのが最初である。その後、『ヱヴァンゲリヲン新劇場版:序』が公開される前の2007年より、RISK、HEX-ANTISTYLEなど原宿系のストリートファッションブランドとのタイアップが始まり、BEAMSやX-girlといった、セレクトショップや日本国外ブランドにも波及した。2010年には、ユニクロのUTコレクションでTシャツが発売された。
2007年からは、新劇場版の公式プロジェクトとして、ファッションブランド「RADIO EVA」がスタートし、吉田カバン、Lee、シューズメーカーのK・SWISS、ZOZOTOWNなどとの共同プロジェクトを展開している。

### 地域振興
作品にゆかりのある地域では、本作品の世界観を体験できる施設を準備したり商業関係者等と協力をするなど、さまざまな地域活性化の取り組みが行なわれている。
- 宇部市（庵野秀明の出身地） - まちじゅうエヴァンゲリオン[195][196]
- 箱根町（第3新東京市） - 箱根町×エヴァンゲリオン[197][198]
- 浜松市（第3村） - シン・ハママツ計画[199]